# قزما ودميان
قُزما ودَميان (ولدوا في القرن الثالث الميلادي - توفوا حوالي 287 أو 303 م) طبيبان عربيان كانا من الشُهداء المسيحيين الأوائل. ولد الشقيقان التوأمان في مُقاطعة البتراء العربية في القرن الثالث، اعتنقوا المسيحية ومارسوا مهنة الطب والجراحة والصيدلة في مُقاطعة سوريا الرومانية من دون مُقابل؛ مِما جذب الكثيرين إلى هذا الأيمان، وبحسب ما ورد فقد شفوا العمى والحُمى والشلل. قُبض عليهم من قبل حاكم مُقاطعة قيليقية «ليسياس»، أثناء فترة اضطهاد المسيحيين وقُطعت رؤوسهم بأمر من الإمبراطور الروماني «دقلديانوس». كان الإمبراطور «دقلديانوس» مُتعصبًا دينيًا فضل وحدة الوجود للآلهة الأولمبية، لذلك أصدر سلسلة من المراسيم التي تُدين المسيحيين في محاوله لمحو جذور هذا الدين من إمبراطوريته. لقُزما ودَميان مرتبة القداسة، ويعتبران رعاة للأطباء والجراحين والصيادلة لذلك يتم تمثيلهُم بالشعارات الطبية، كما يُنظر إليهم على أنهم شُفعاء التوائم، وهما مُبجلان في الكنيسة الكاثوليكية الرومانية والشرقية وكذلك الكنيسة الأرثوذكسية الشرقية والمشرقية.

## السيرة
لا شيء معروف عن حياتهم سوى أنهم استشهدوا في مُقاطعة سوريا الرومانية أثناء فترة اضطهاد الإمبراطور دقلديانوس. وفقًا للتقاليد المسيحية، وُلِد الأخوان التوأم في شُبه الجزيرة العربية وأصبحا أطباء ماهرين.
تُشير الروايات الرومانية الكاثوليكية إلى أن القديسين قُزما ودَميان في القرن الثالث قد استبدلوا الساق المصابة بالغنغرينا للإمبراطور الروماني «جستنيان الأول» (527-565) بساق أحد الإثيوبيين المتوفين حديثًا. تشير مُعظم هذه الروايات إلى أن القديسين قد أجروا عملية الزرع في القرن الرابع (بعد عدة عقود من وفاتهم).
يدعي «سالادينو داسكولي»، وهو طبيب إيطالي من القرن الخامس عشر، أن الأخوة قُزما ودَميان قد أخترعا مَجبول مُعقد يُستخدم لعلاج أمراض متنوعة بما في ذلك الشلل، عبارة عن كتلة فطيرة تتكون من دواء ممزوج من السكر والماء أو العسل مناسب للإعطاء عن طريق الفم، يُعرف باسم "أوبوبيرا".
أثناء الاضطهاد في عهد الإمبراطور الروماني «دقلديانوس»، قُبض على قُزما ودَميان بأمر من حاكم مُقاطعة قيليقية، «ليسياس» الذي أمرهم تحت التعذيب بالرِدة. ومع ذلك، وفقًا للأسطورة، ظل الأخوان مخلصين لعقيدتهم، وتحملوا التعليق على الصليب، والرجم بالحجارة، وفي النهاية تعرضوا للإعدام بقطع الرأس، شارك إخوتهم الأصغر (أنثيموس وليونتيوس وأوبريبيوس)، نفس المصير.

## التبجيل
انتشر تبجيل قُزما ودَميان بسرعة إلى ما وراء القُسطنطينية. تمت إعادة كتابة روايات استشهادهم من قبل مؤلفين مُختلفين مثل «أندرو من كريت»، و«بيتر من أرغوس»، و«ثيودور الثاني لاسكاريس». وقد تم حفظ الأساطير أيضًا باللغات السريانية والقبطية والجورجية والأرمنية واللاتينية.
في وقت مُبكر من القرن الرابع، تم إنشاء الكنائس المُخصصة للقديسين التوأمين في القدس ومصر وبلاد الرافدين، انتشر التبجيل للقديسين بسرعة في كل من الشرق والغرب. يسجل «ثيودوريطس» تقسيم ذخائرهم المزعومة بين الكنائس، بينما دُفنت رفاتهم في مدينة النبي هوري في سوريا. تم بناء الكنائس على شرفهم من قبل الإمبراطور «جستنيان الأول» (527-565)، الذين أعادوا ترميم مدينة النبي هوري بسخاء وكرسها للتوائم، ولكنه جلب ذخائرهم المزعومة إلى القًسطنطينية. هناك، بعد علاجه المنسوب إلى شفاعة قُزما ودَميان، قام «جستنيان» بامتنان ببناء وتزيين كنيستهم في القُسطنطينية، وأصبحت مكانًا مشهورًا للحج. في روما، أعاد البابا «فيليكس الرابع» (526-530) تخصيص مَكتبة السلام لتكون كنيسة القديس قُزما ودَميان في منتدى فيسباسيان. أعيد بناء الكنيسة كثيرًا ولكنها لا تزال تشتهر بفسيفساء القرن السادس التي تصور القديسين.

ما يُقال بأنه جماجمهم يتم تكريمهم في دير لاس ديسكالزاس ريليس في مدريد، حيث كانوا منذ عام 1581، هدية «ماريا»، ابنة الإمبراطور «شارلكان». وقد تم نقلهم سابقًا من روما إلى بريمن في القرن العاشر، ومن ثم إلى بامبرغ. تم اكتشاف جماجم أخرى قيل أنها تعود للأخوين في عام 1334 من قبل «بورشارد غريلي»، رئيس أساقفة بريمن. لقد استعاد "شخصيًا" بأعجوبة رفات الطبيبين المقدسين قُزما ودَميان، والتي يُزعم أنه تم نسيانها في جدار كاتدرائية بريمن. في الاحتفال باستعادة رئيس الأساقفة للذخائر، رُتبت وليمة في عيد العنصرة 1335، عندما تمت نقل الذخائر من الجدار إلى مكان أكثر تبجيل. ادعى «غريلي» أن الذخائر هي تلك التي أحضرها رئيس الأساقفة «أدالداج» من روما في عام 965. قام «يوهان هيملينج»، كبير بنائي الكاتدرائية، بعمل ضريح للذخائر، والذي تم الانتهاء منه حوالي عام 1420. الضريح مصنوع من خشب البلوط المنحوت والمُغطى بالذهب والفضة. في عام 1649، باع إصحاح بريمن الضريح بدون الرؤوس إلى «ماكسيميليان الأول» ملك بافاريا. بقيت الرؤوس في بريمن وأصبحا في حوزة المجتمع الروماني الكاثوليكي الصغير. تم عرضها من عام 1934 إلى عام 1968 في كنيسة القديس يوهان وفي عام 1994 تم دفنها في القبو. يظهر الضريح الآن في كنيسة القديس ميخائيل اليسوعية في ميونيخ. منذ عام 1413 على الأقل، تم تخزين زوج آخر من جماجم القديسين في كاتدرائية سانت ستيفنز في فيينا. وتطالب كنيسة سان جورجيو ماجوري في البُندقية بالذخائر الأخرى.
يتم التقرب للتوأم في قانون القداس، من خلال الصلاة المعروفة باسم "Communicantes" (من الكلمة اللاتينية الأولى للصلاة):
«مع الكنيسة كلها، يُكرمون ذكرى المجيد فوق الكل. مريم العذراء دائمًا، والدة إلهنا وربنا، يسوع المسيح، ثم يوسف المبارك، زوج العذراء، ورسلكم وشهدائكم المباركين، بطرس وبولس، أندراوس، يعقوب، ... يوحنا وبولس، قزما ودميان و جميع قديسيك: امنحنا من خلال أفعالهم وقداستهم القدرة لندافع عن أنفسنا بمساعدة حمايتك.»
يتم التقرب للتوأم أيضًا في صلاة "Litany of the Saints"، وفي الشكل الأقدم للطقوس الرومانية، في التجمع ليوم الخميس في الأسبوع الثالث من الصوم الكبير، حيث أن الكنيسة المُخصصه لهذا اليوم هي سانتي كوسما إي داميانو في روما.
تم نقل يوم عيدهم في التقويم الروماني العام، الذي كان في 27 سبتمبر، في عام 1969 إلى 26 سبتمبر لأن 27 سبتمبر هو يوم وفاة «فنسنت دي بول» ("يوم الميلاد" في الجنة)، والذي تم تبجيله الآن على نطاق واسع في الكنيسة اللاتينية. في كندا تم نقلها إلى 25 سبتمبر (كما في 26 سبتمبر هو عيد الشهداء الكنديين في كندا).
في البرازيل، يُنظر إلى القديسين التوأمين على أنهما حماة للأطفال، ويتم إحياء ذكرى يوم 27 سبتمبر، خاصة في ريو دي جانيرو، من خلال تقديم أكياس حلوى للأطفال طُبع عليها صورة القديسين وفي جميع أنحاء ولاية باهيا حيث يُقدم الكاثوليك وأتباع الطريقة الكاندومبلية طعامًا نموذجيًا مثل "كارورو". تتكون الطقوس أولاً من تقديم الطعام لسبعة أطفال لا تزيد أعمارهم عن سبع سنوات ثم جعلهم يتغذون وهم جالسون على الأرض ويأكلون بأيديهم. تعتبر كنيسة القديسين قُزما ودَميان، في إيغاراسو، بيرنامبوكو أقدم كنيسة في البرازيل، وقد تم بناؤها عام 1535.
قُزما ودَميان هم القديسون الراعون لمدن إسن وفلورنسا وبوديفيلد وغاو آلغسهايم وإيجارسو وإل برات دي لوبريغات وجوندومار إس كوزمي وكليات الطب ومجموعة متنوعة من المهن الطبية (مثل الحلاقين والممرضات والأطباء والصيادلة) وكذلك المرضى والحلوانيين. يتم التذرع بها في حالات الشدة والقرحة والطاعون وأمراض الخيول. يُشتق من اسمهم، المُشتق بدوره من الكلمة الأيطالية "Medici" "ميديشي" (أطباء)، هم أيضًا شفيعي عائلة ميديشي.
يتم تبجيل قُزما ودَميان كل عام في يوتيكا، نيويورك، في أبرشية القديس أنتوني أثناء الحج السنوي الذي يقام في نهاية الأسبوع الأخير من شهر سبتمبر (بالقرب من يوم العيد في 27 سبتمبر). هناك الآلاف من الحجاج الذين يأتون لتكريم القديسين، أكثر من 80 حافلة تأتي من كندا ووجهات أخرى. يتضمن المهرجان الذي يستمر يومين الموسيقى والكثير من المأكولات الإيطالية والجماهير والمواكب. إنه أحد أكبر المهرجانات التي تكرم القديسين في شمال شرق الولايات المتحدة.

## المكانة
في الكنيسة الأرثوذكسية الشرقية، والكنائس الشرقية الكاثوليكية، والكنائس الأرثوذكسية المشرقية، يتم تبجيل قُزما ودَميان كقديسين يُعرفان باسم "الأطباء غير المُرتَزقة" (بالإغريقية: ἀνάργυροι anargyroi، "بدون نقود"). هذا التصنيف للقديسين فريد من نوعه بالنسبة للكنيسة الشرقية ويشير إلى أولئك الذين يشفون الناس لوجه الله ولمحبة خاصه للإنسان، مع مراعاة صارمة لوصية يسوع: («بالمجان أخذتم، بالمجان أعطوا» متى 10: 8) في حين أن لكل من غير المُرتَزقة أيام أعياده الخاصة، يتم الاحتفال بهم جميعًا معًا في يوم الأحد الأول من شهر نوفمبر، في عيد يُعرف باسم "سينكسيس".
يحتفل الأرثوذكس بما لا يقل عن ثلاث مجموعات مُختلفة من القديسين باسم قُزما ودَميان، ولكل منها يوم عيد مُميز خاص بها:
- القديسين قُزما ودَميان من شُبه الجزيرة العربية (17 أكتوبر) الإخوة، وفقًا للأسطورة المسيحية، تعرضوا للضرب وقطع الرأس مع ثلاثة مسيحيين آخرين: (ليونتيوس وأنثيموس ويوتروبيوس).

- القديسان قُزما ودَميان من آسيا الصغرى / بلاد الرافدين (1 نوفمبر) ابنا توأم «لثيودوتا فيليبي». مات بسلام ودفنوا معًا في ثيرمان في بلاد الرافدين.

- القديسين قُزما ودَميان من شُبه الجزيرة الإيطالية (1 يوليو) الإخوة، وفقًا للتقاليد المسيحية، استشهدوا خارج روما على يد طبيب وثني غيور في عهد الإمبراطور الروماني «كارينوس» (283-284).

الأيقونات الأرثوذكسية للقديسين تصورهم على أنهم أشخاص عاديون يحملون الأدوية والأعشاب، غالبًا ما يحمل كل منهما أيضًا ملعقة لتوزيع الدواء. عادة ما يكون مقبض الملعقة على شكل صليب للإشارة إلى أهمية الشفاء الروحي والجسدي، وأن جميع العلاجات تأتي من الله.

## في الفن
تشمل السمات التصويرية للقديسين في الفن (الأدوات والحاويات الطبية) مع تصوير قُزما في الغالب كطبيب مع زجاج ودَميان كجراح مُدرب على الحرف اليدوية ومن القرن الثالث عشر كصيدلي لديه جرة مرهم (عادة مع ملعقة مرهم أيضًا). نادرًا ما يُصور الأخوان برموز استشهادهم مثل السيف وغصن النخيل. غالبًا ما يتم تصويرهم في ملابس أطباء العصور الوسطى في عباءات وقبعات حمراء مُستديرة.

لوحات فنية
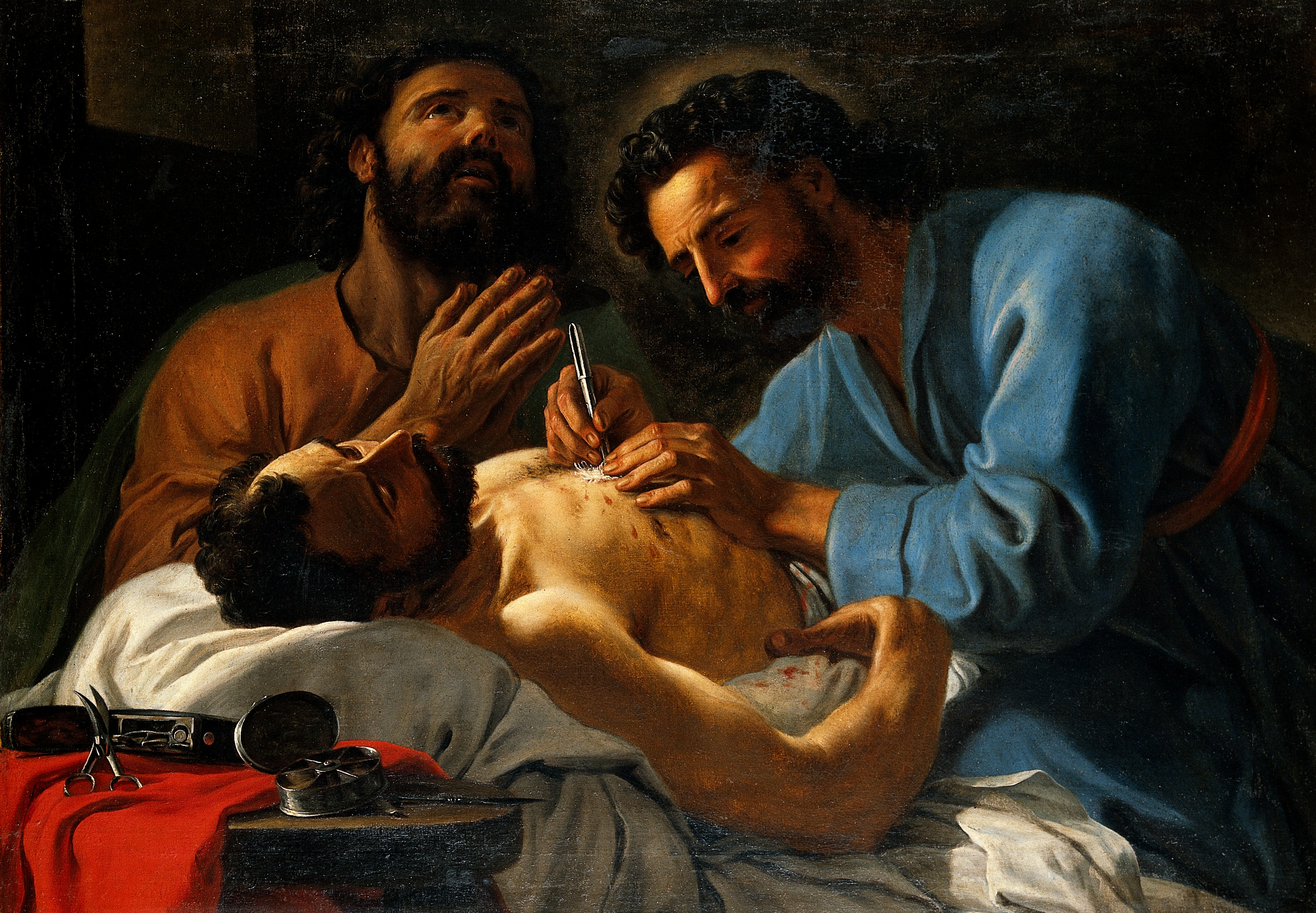
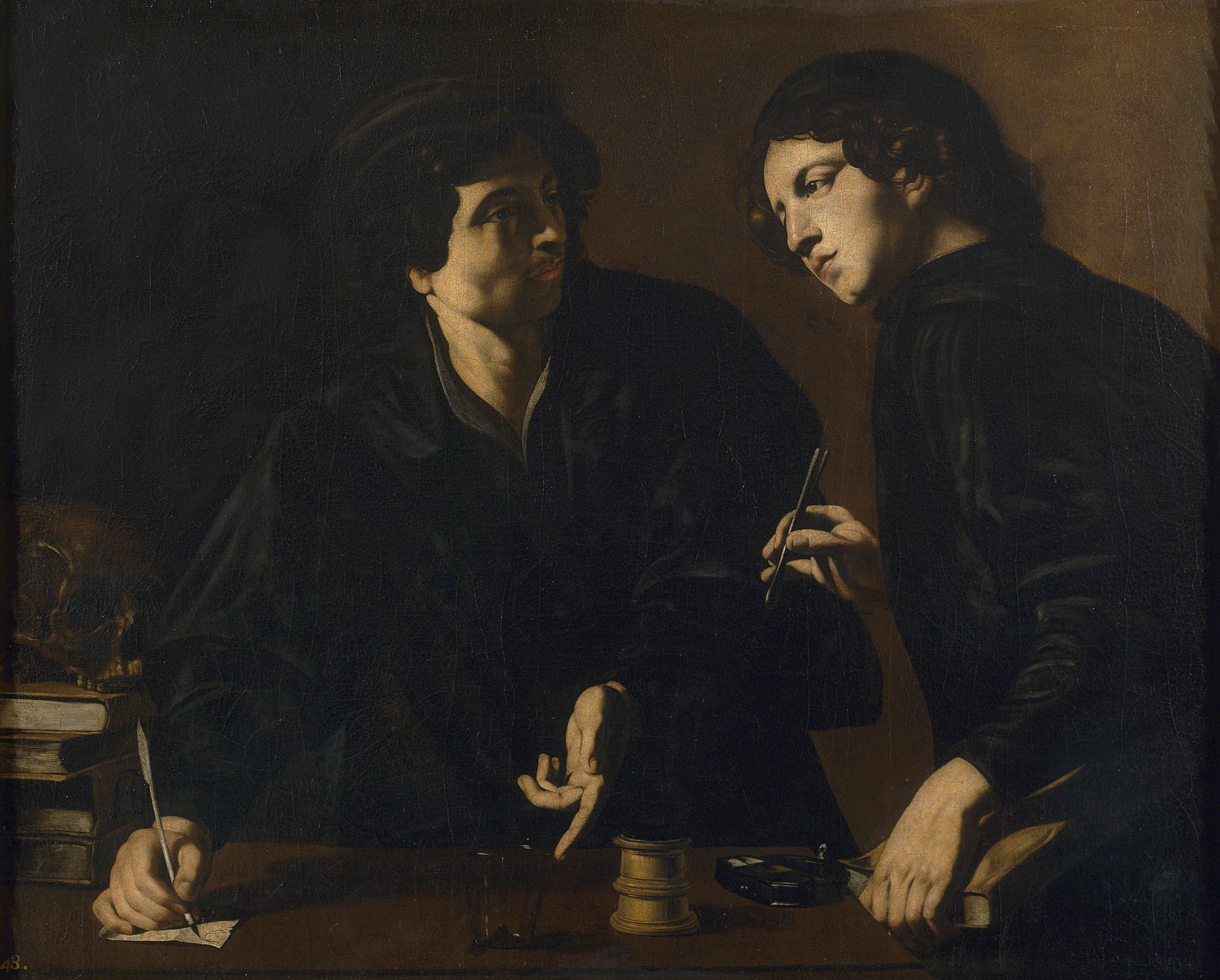
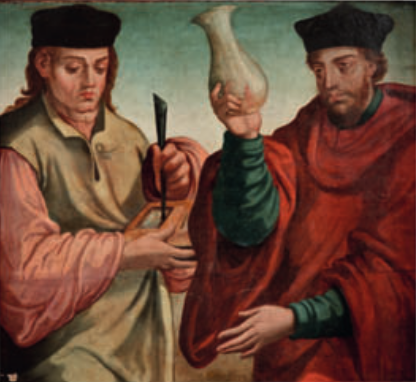
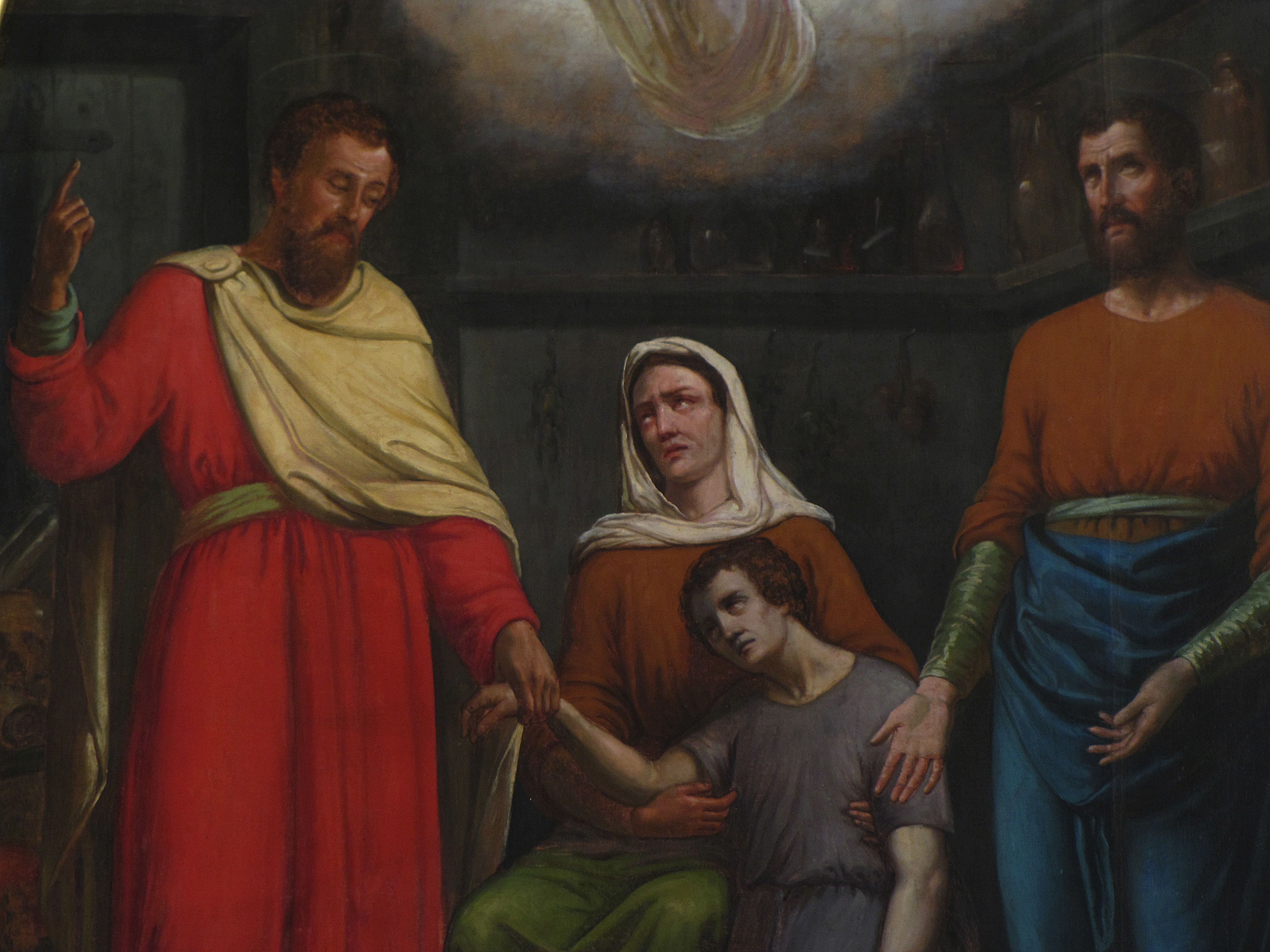
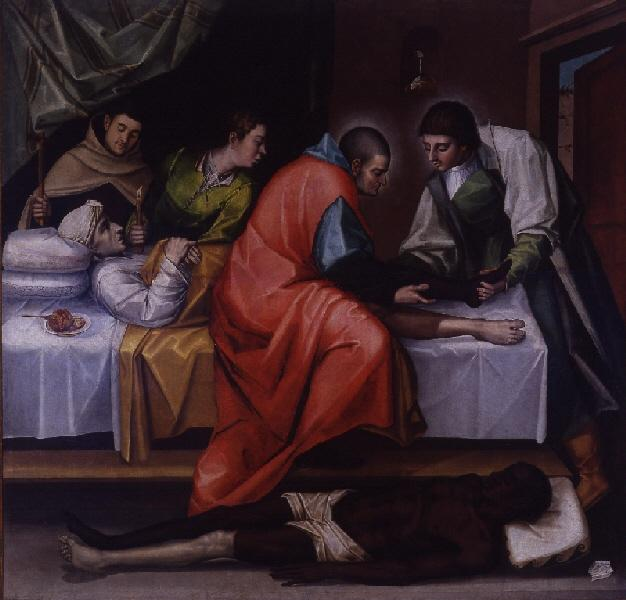
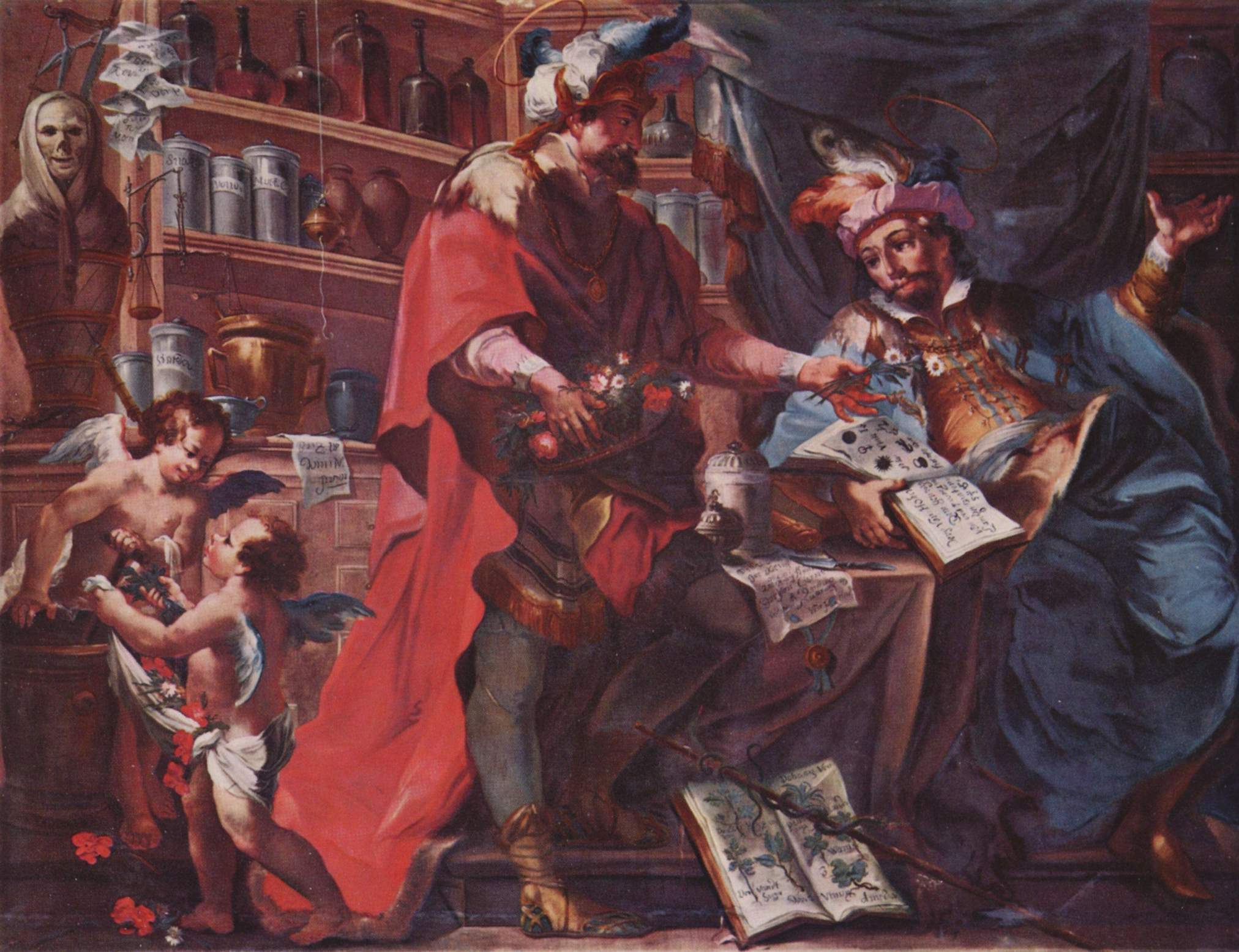
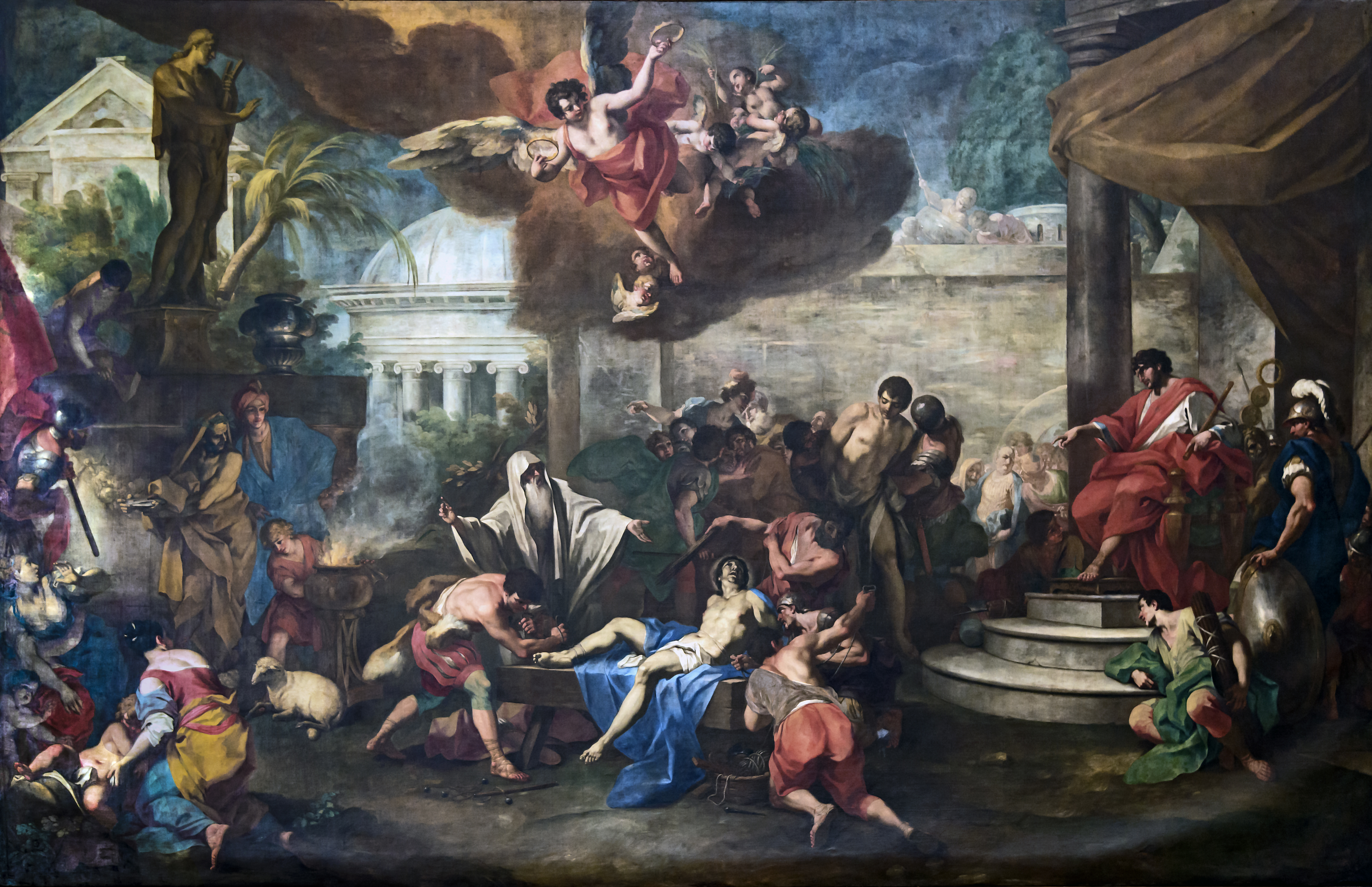
أستشهاد قُزما ودَميان
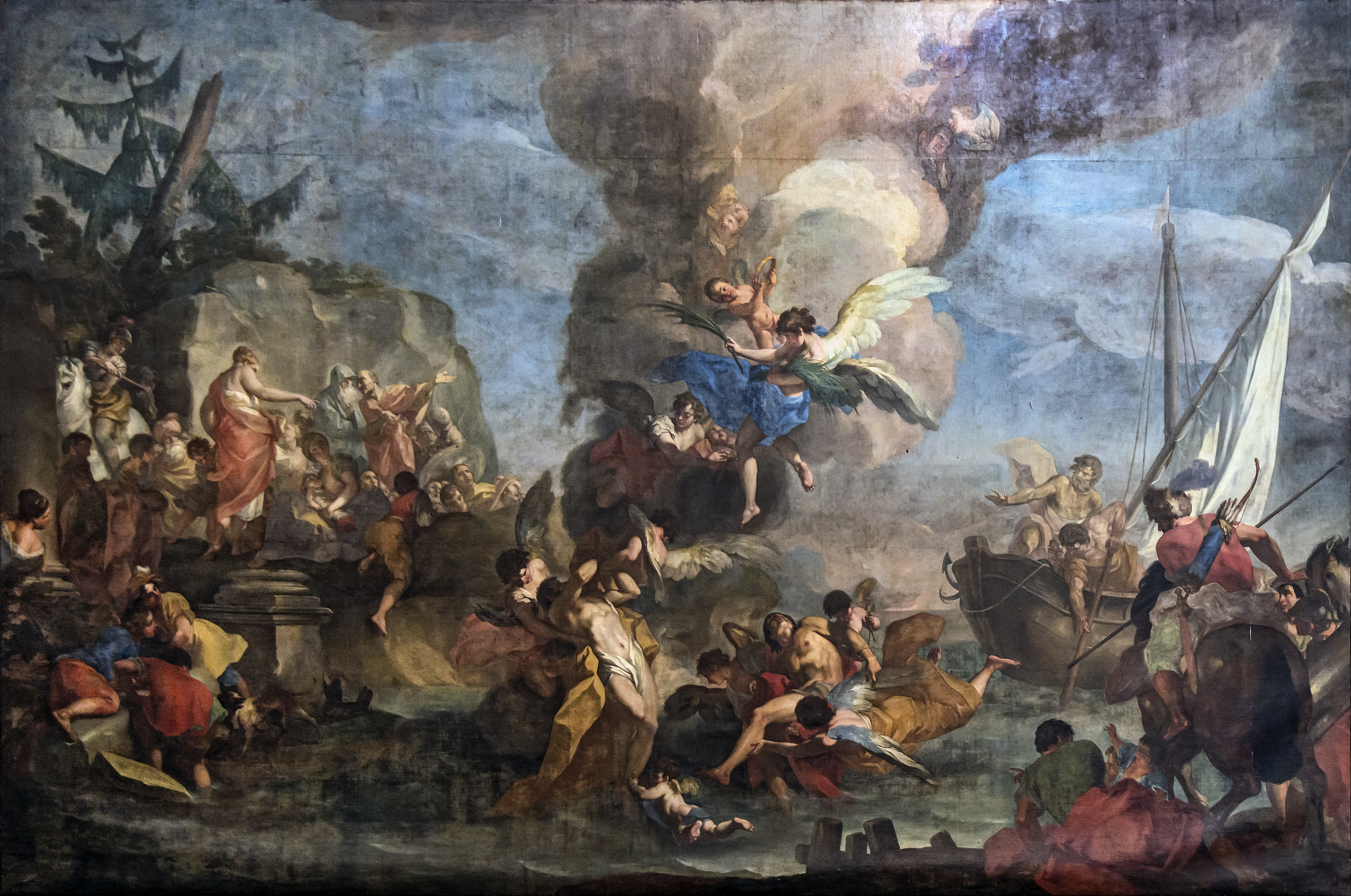
الملائكة تُنقذ الأخوين
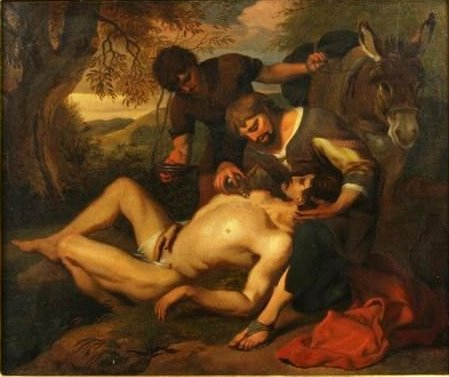
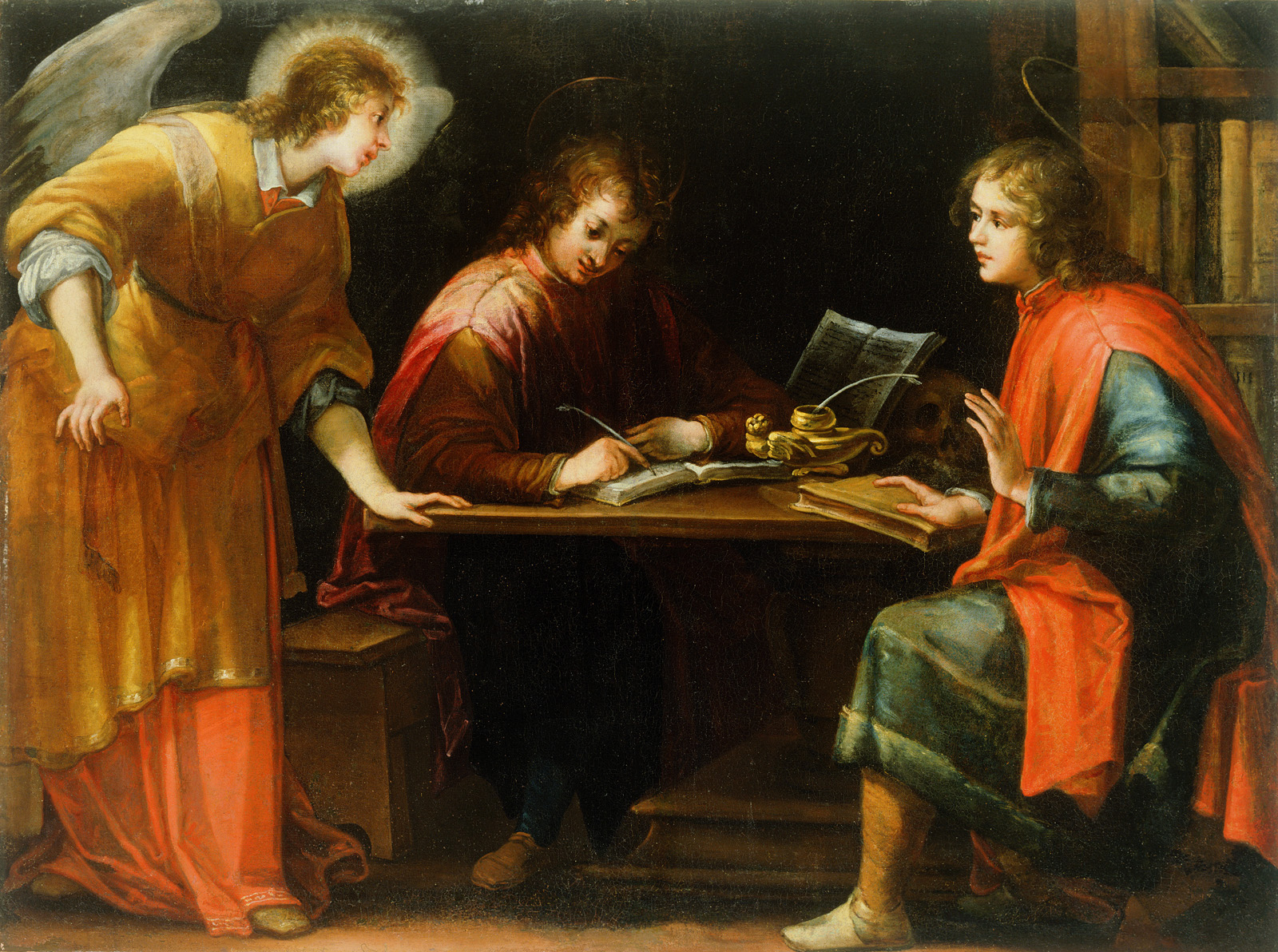
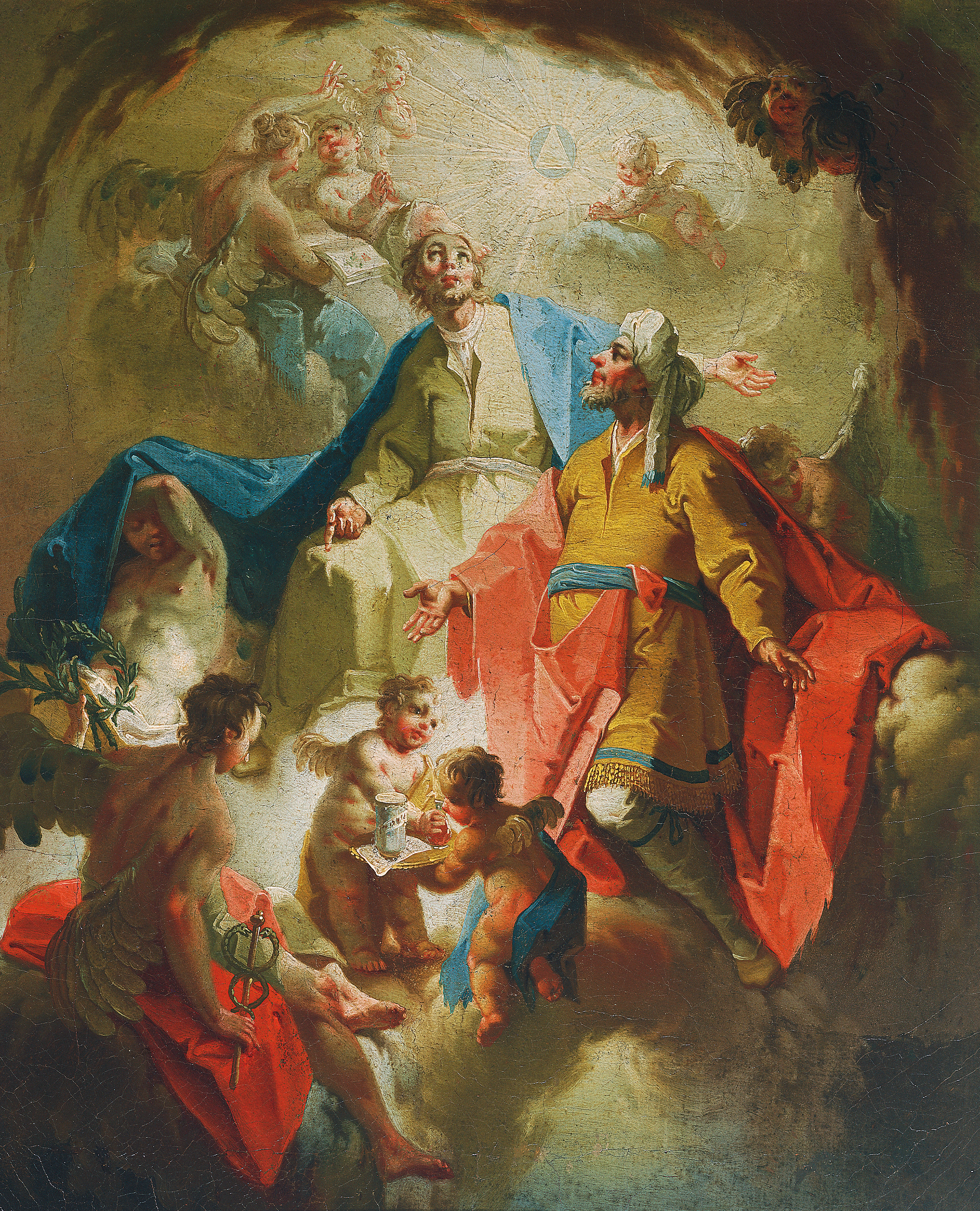
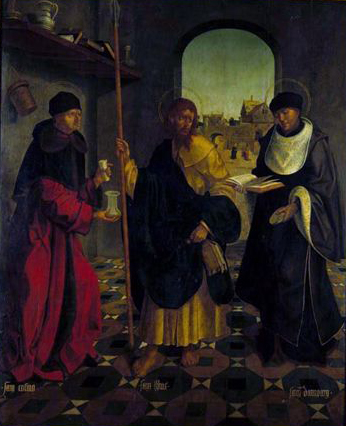
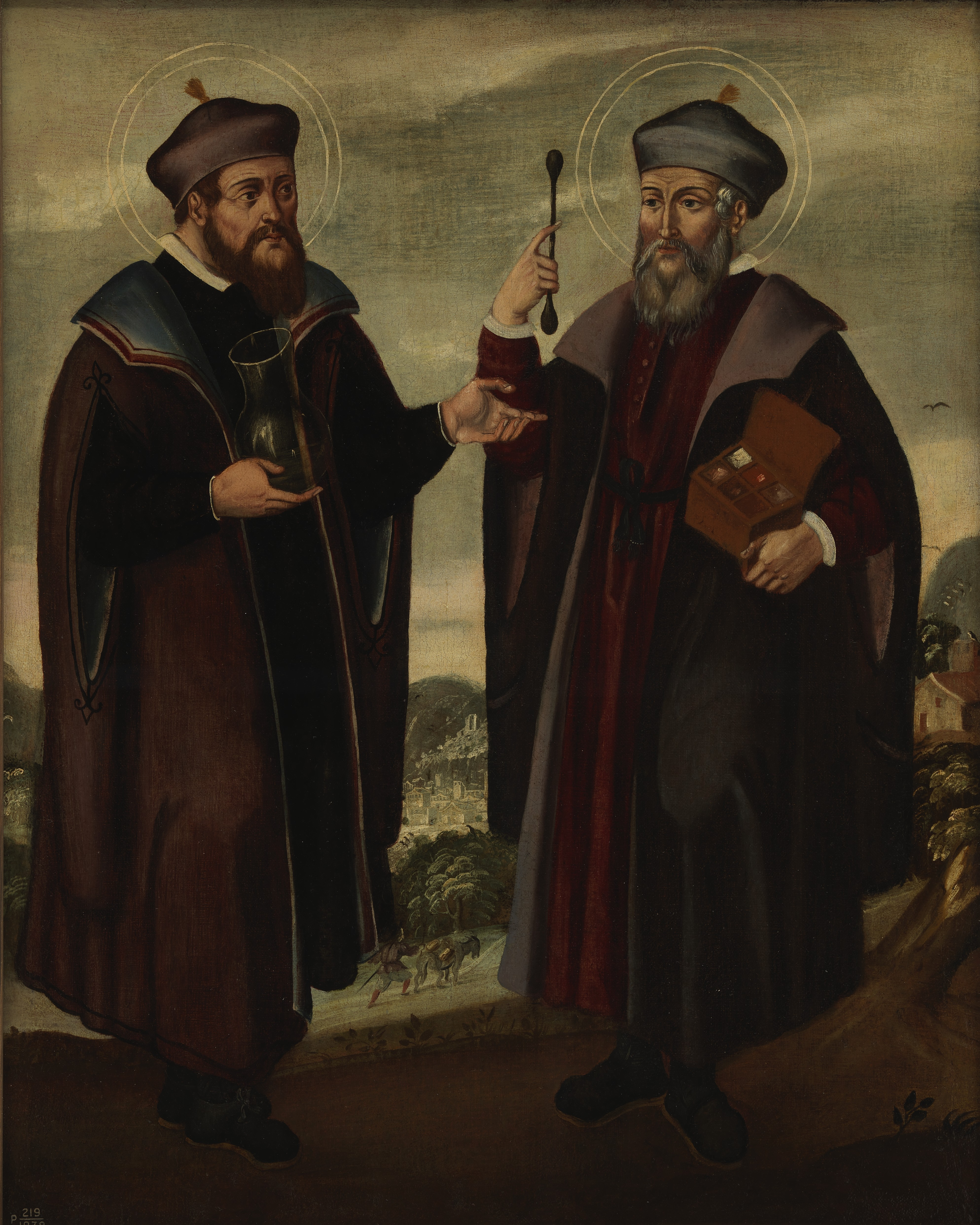
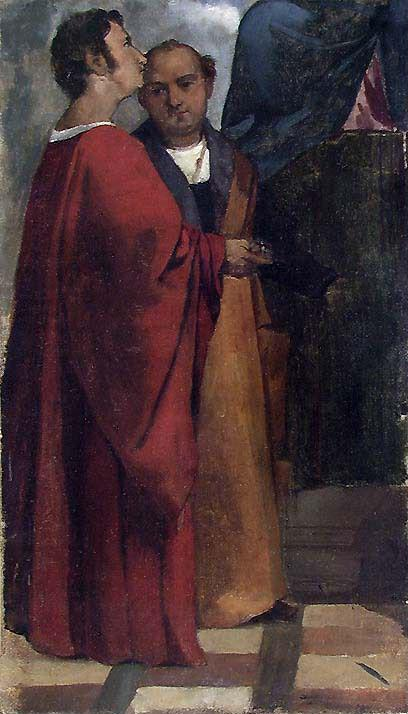
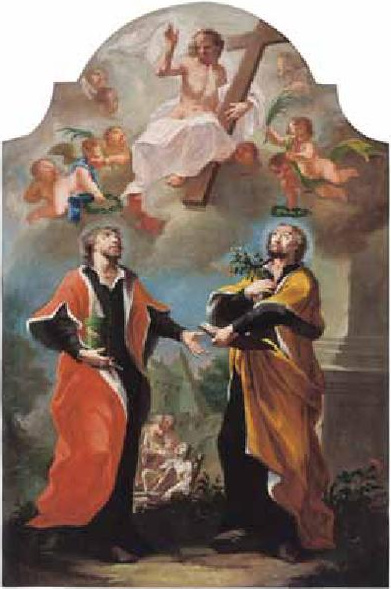
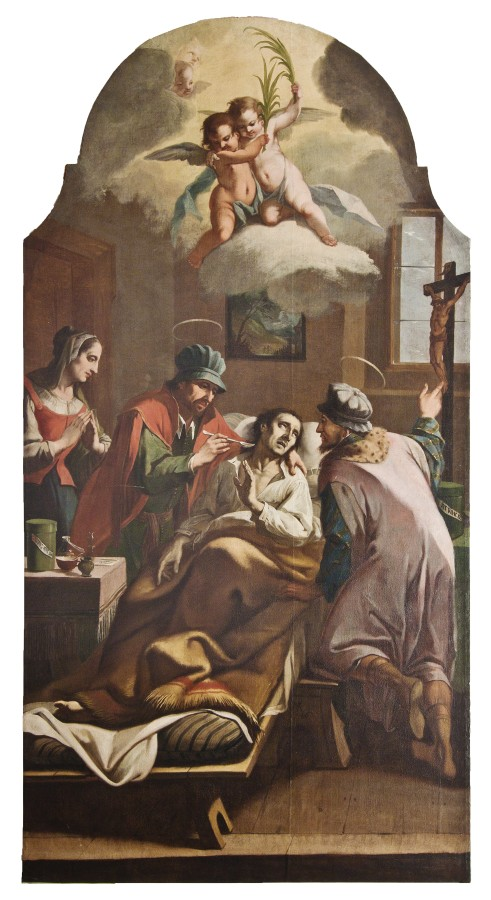
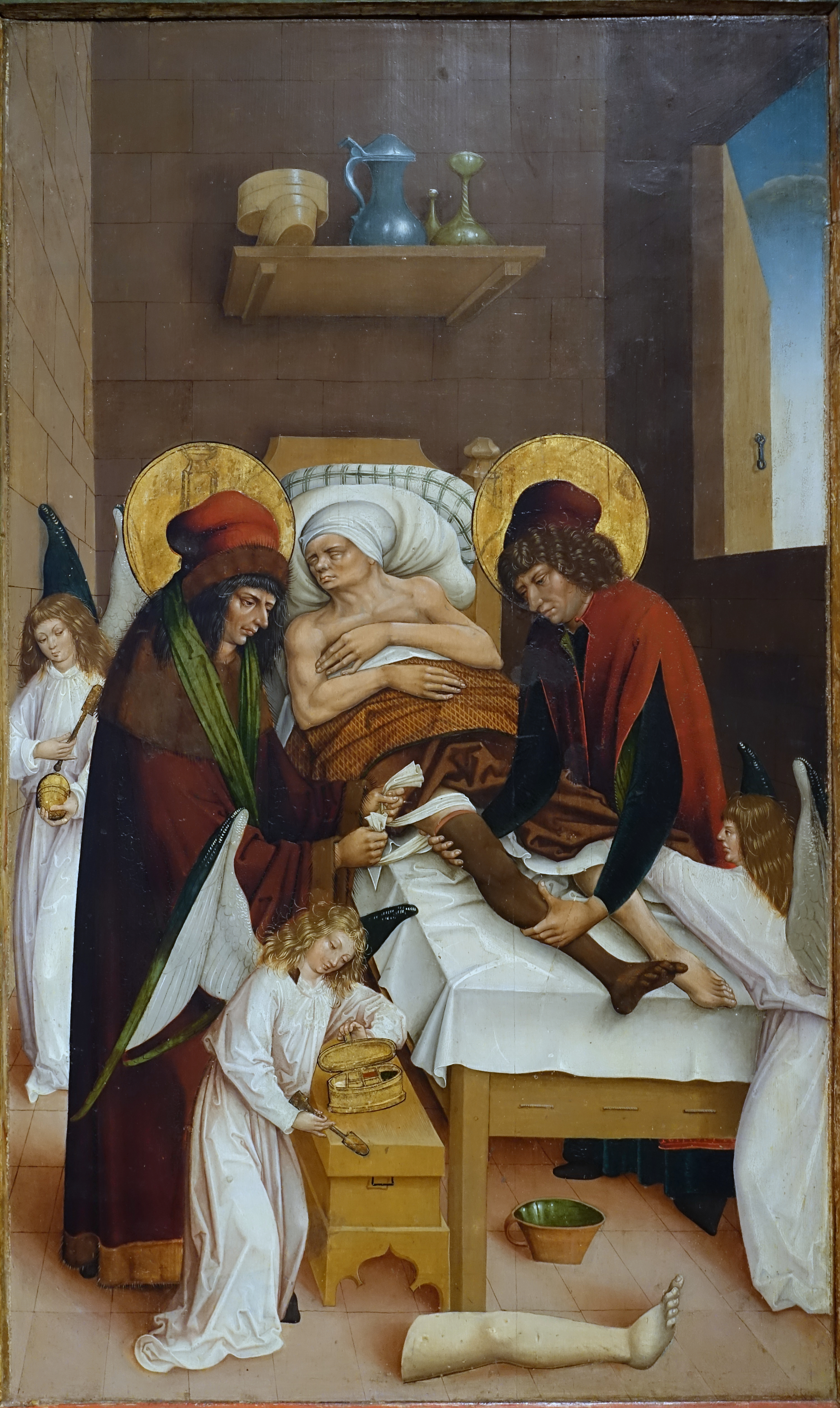
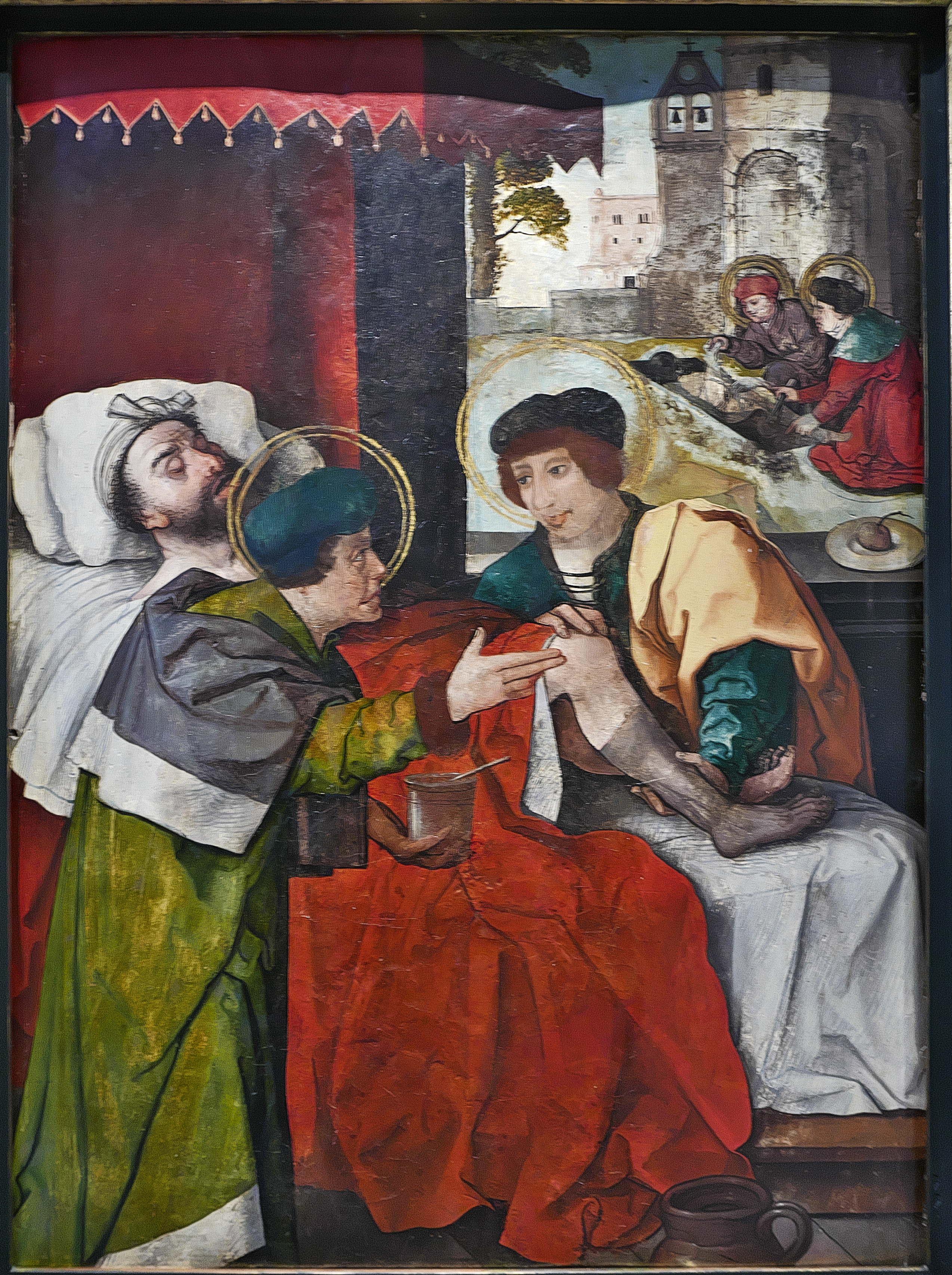
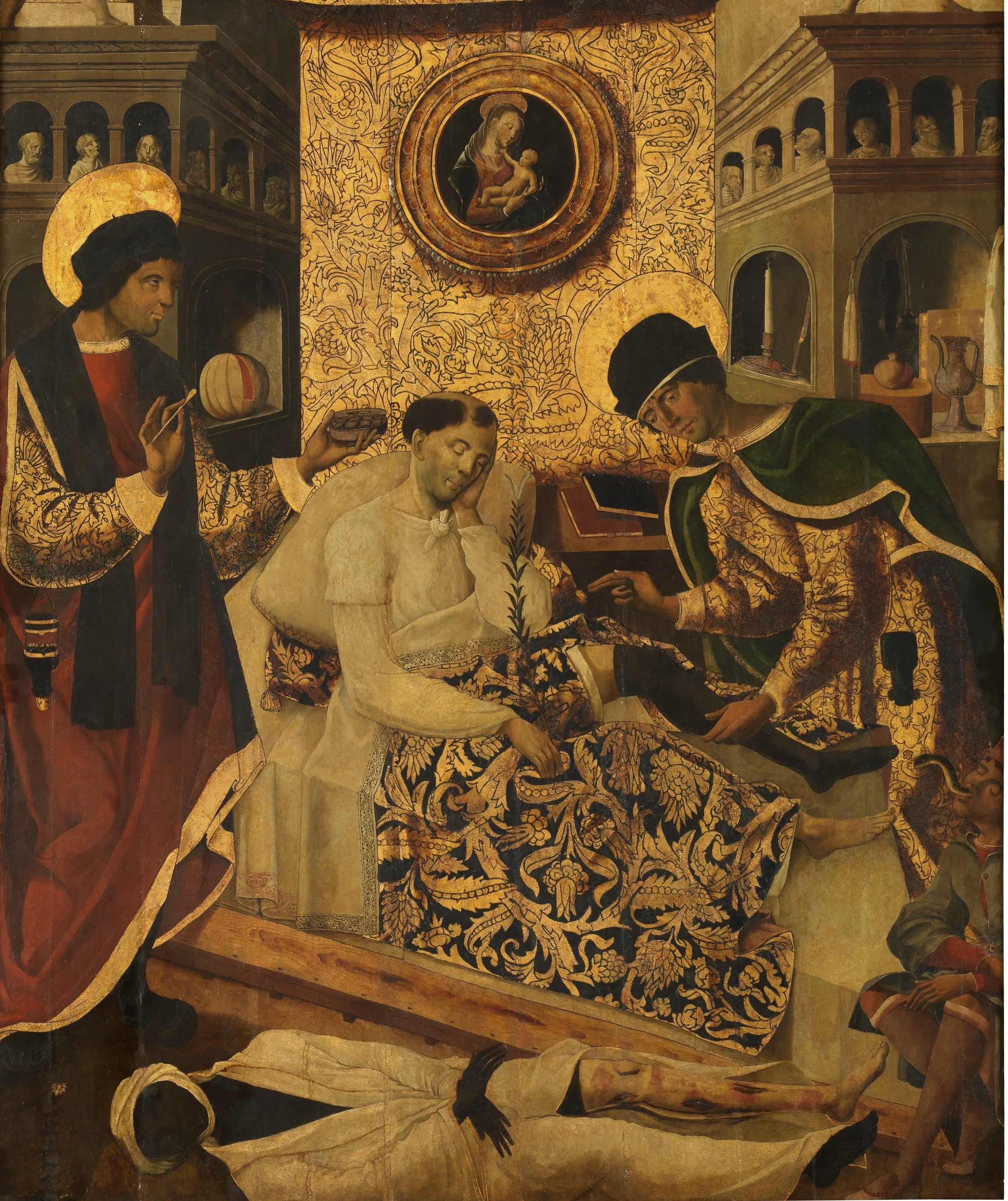
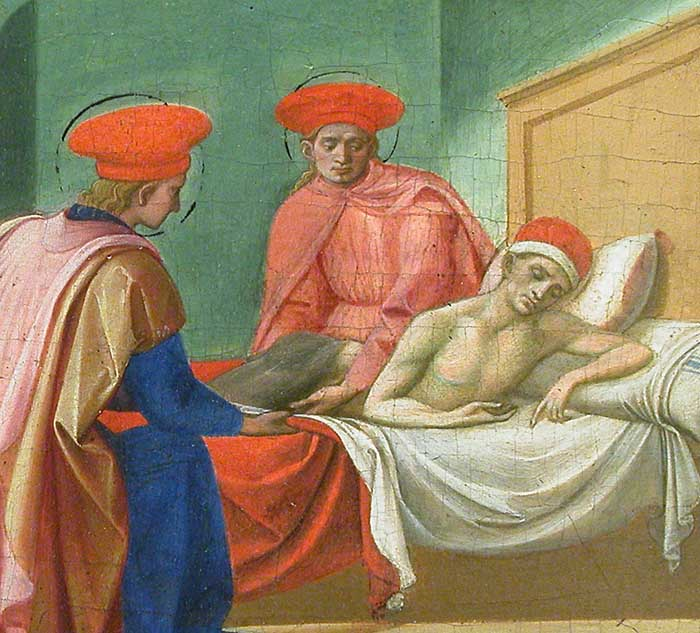
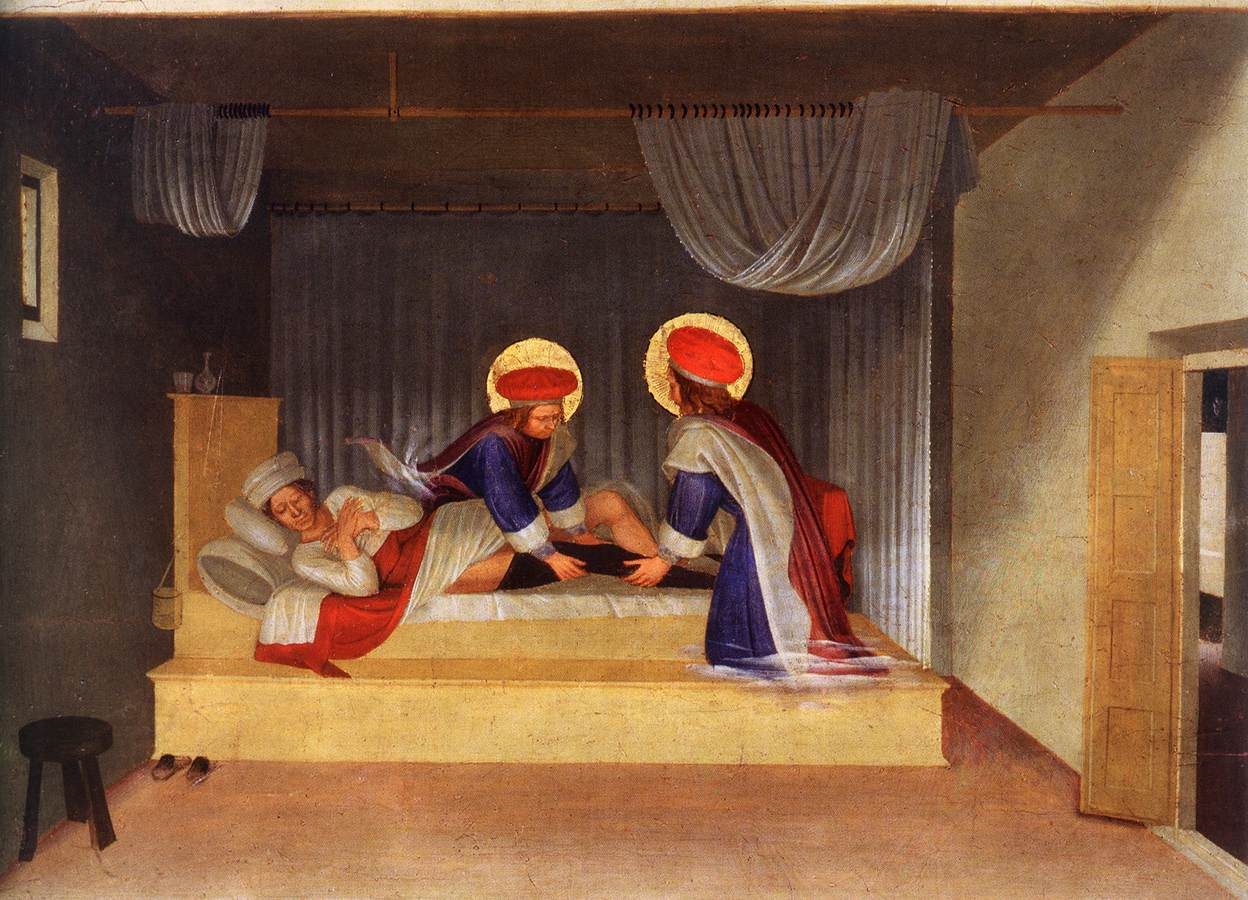
شفاء جستينيان بواسطة قُزما ودَميان، بريشة فرا أنجيليكو.
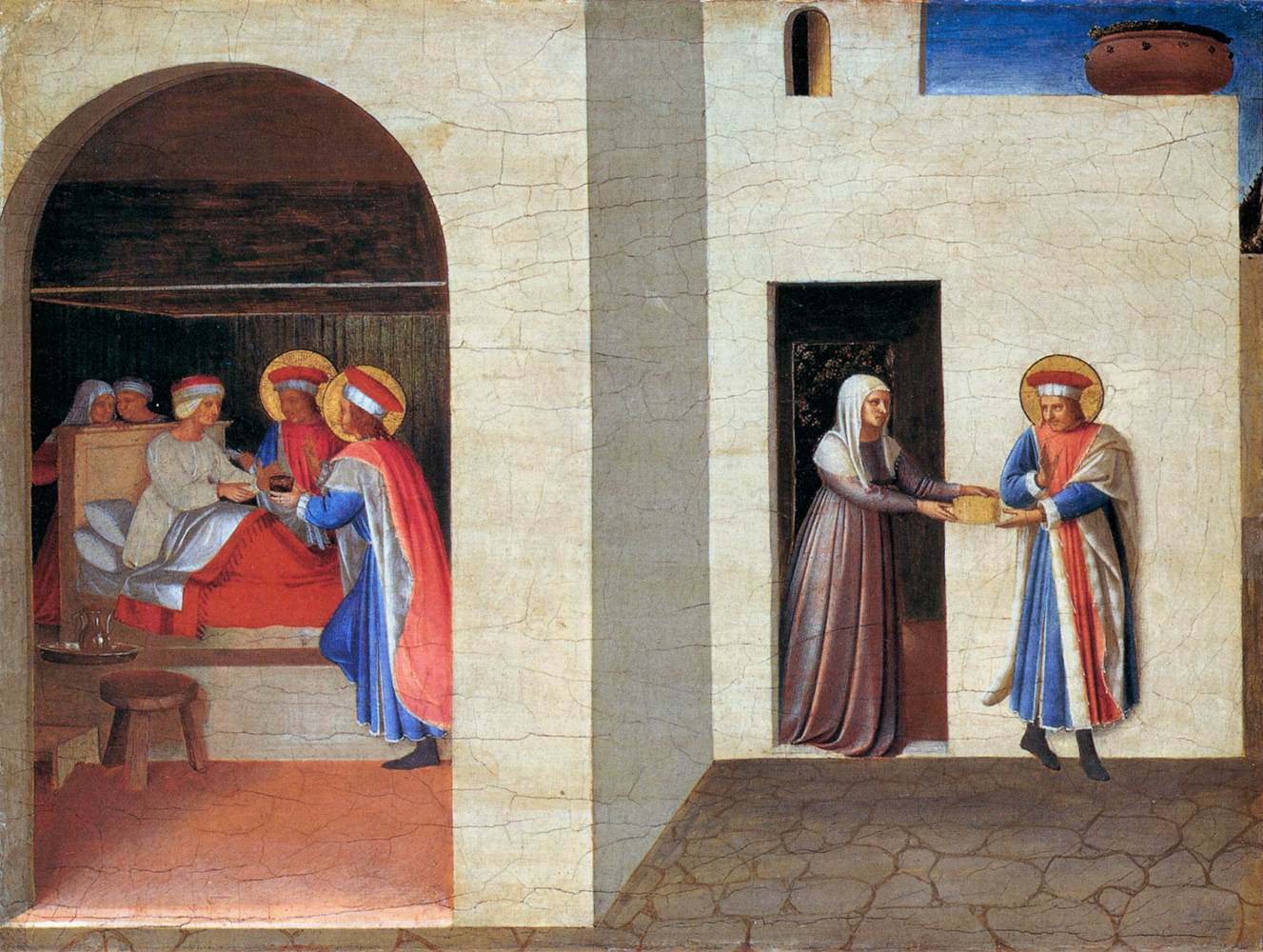
شفاء بلاديا بواسطة قُزما ودَميان، بريشة فرا أنجيليكو.
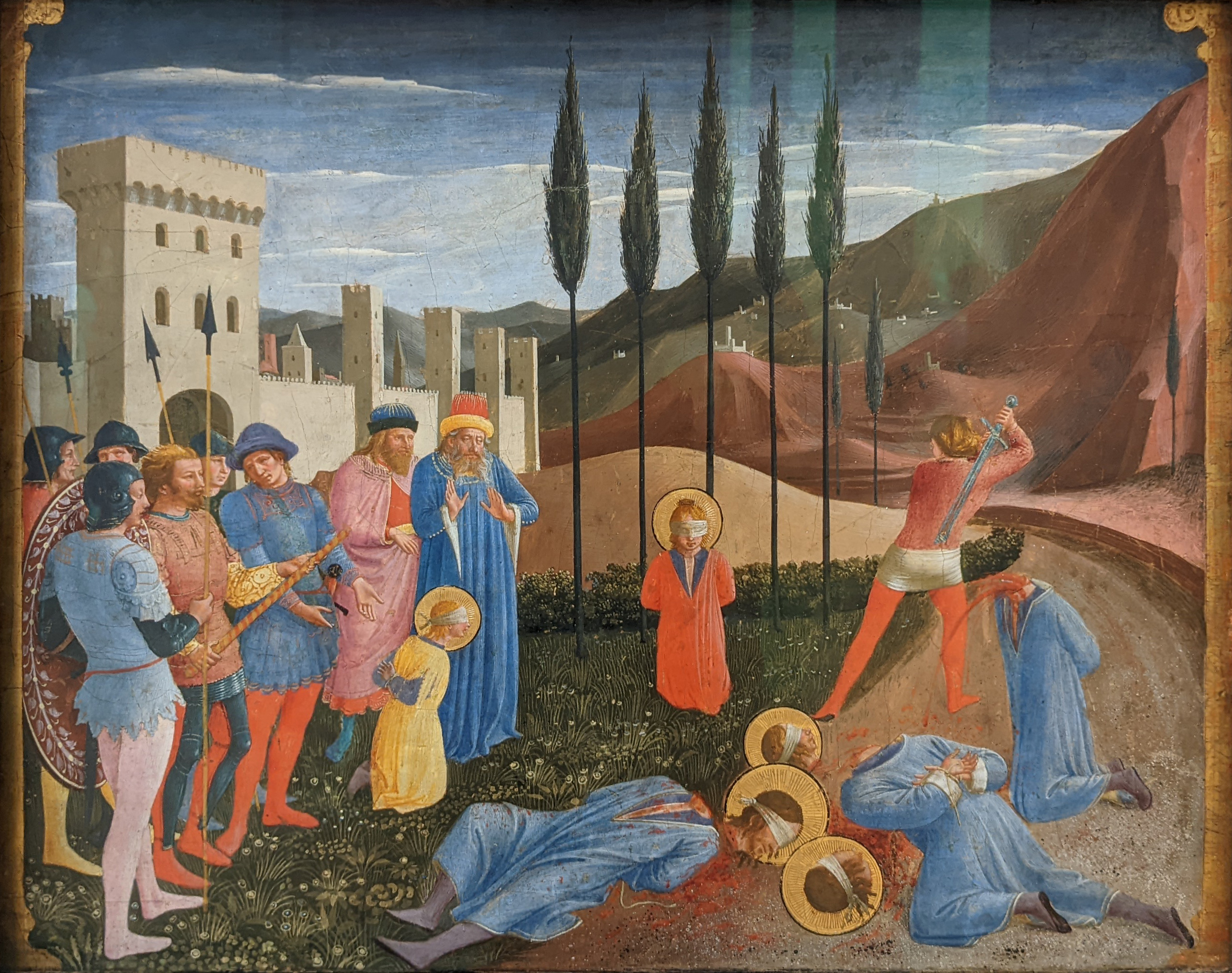
أستشهاد قُزما ودَميان، بريشة فرا أنجيليكو، مُتحف اللوفر.
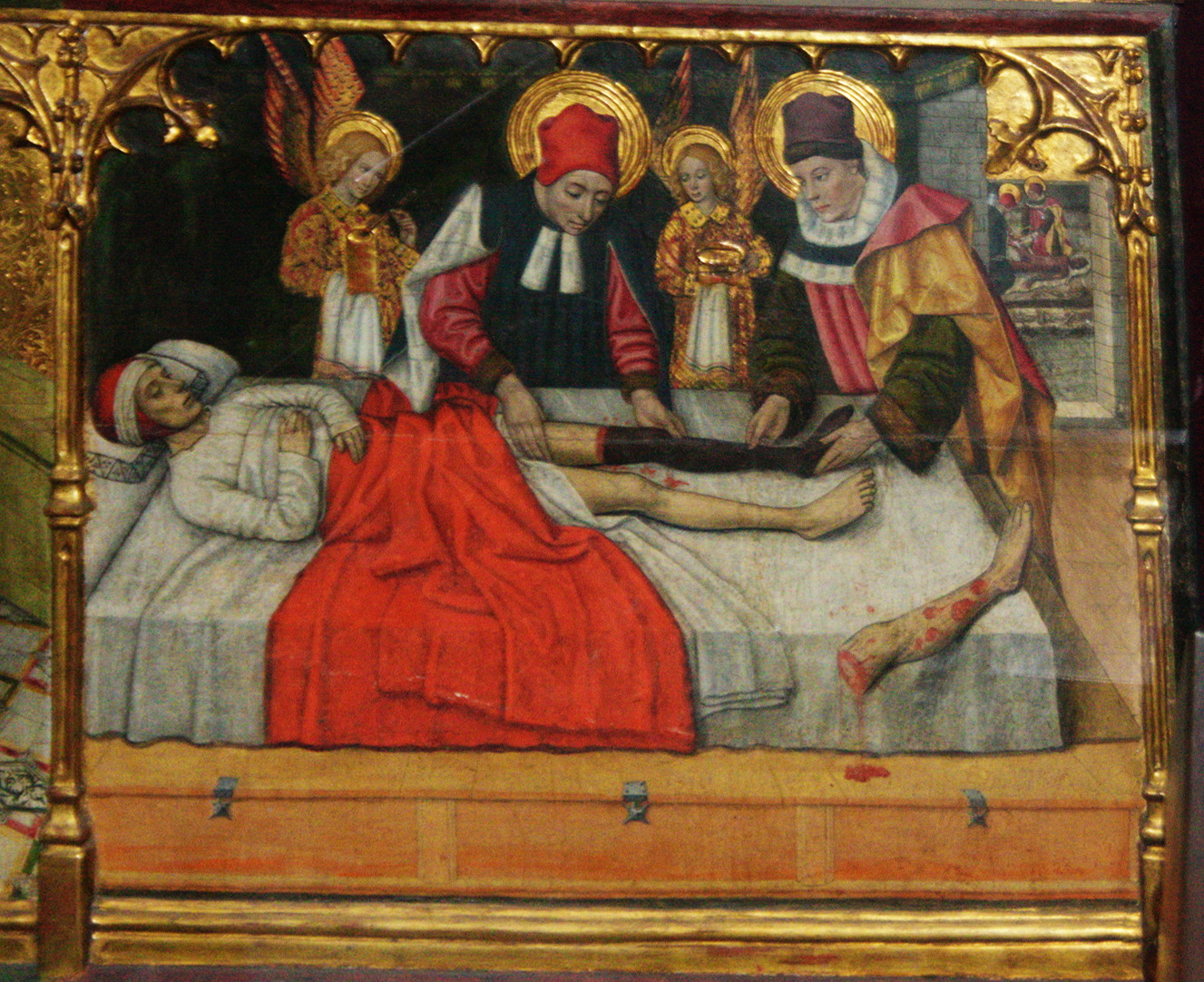
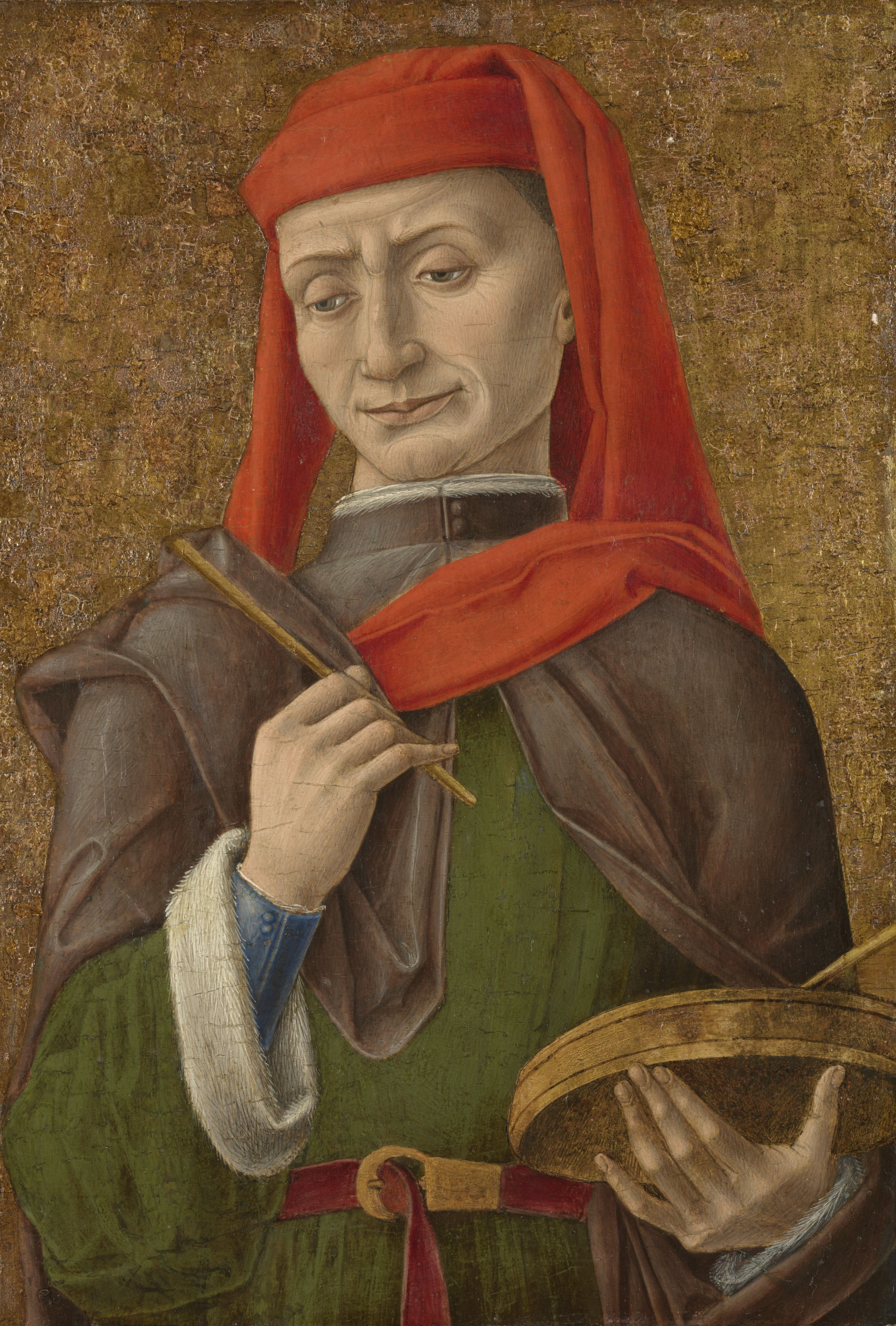
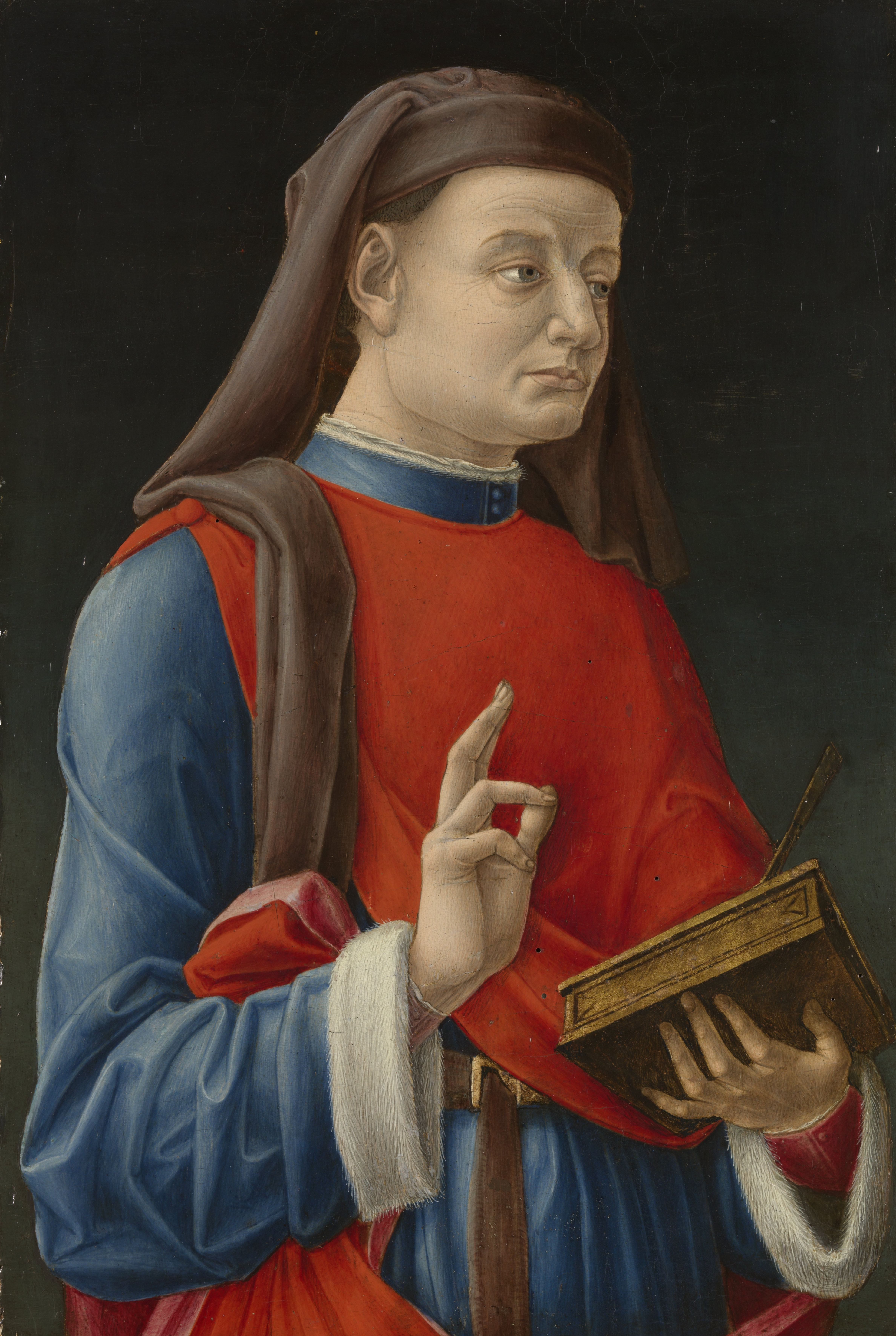
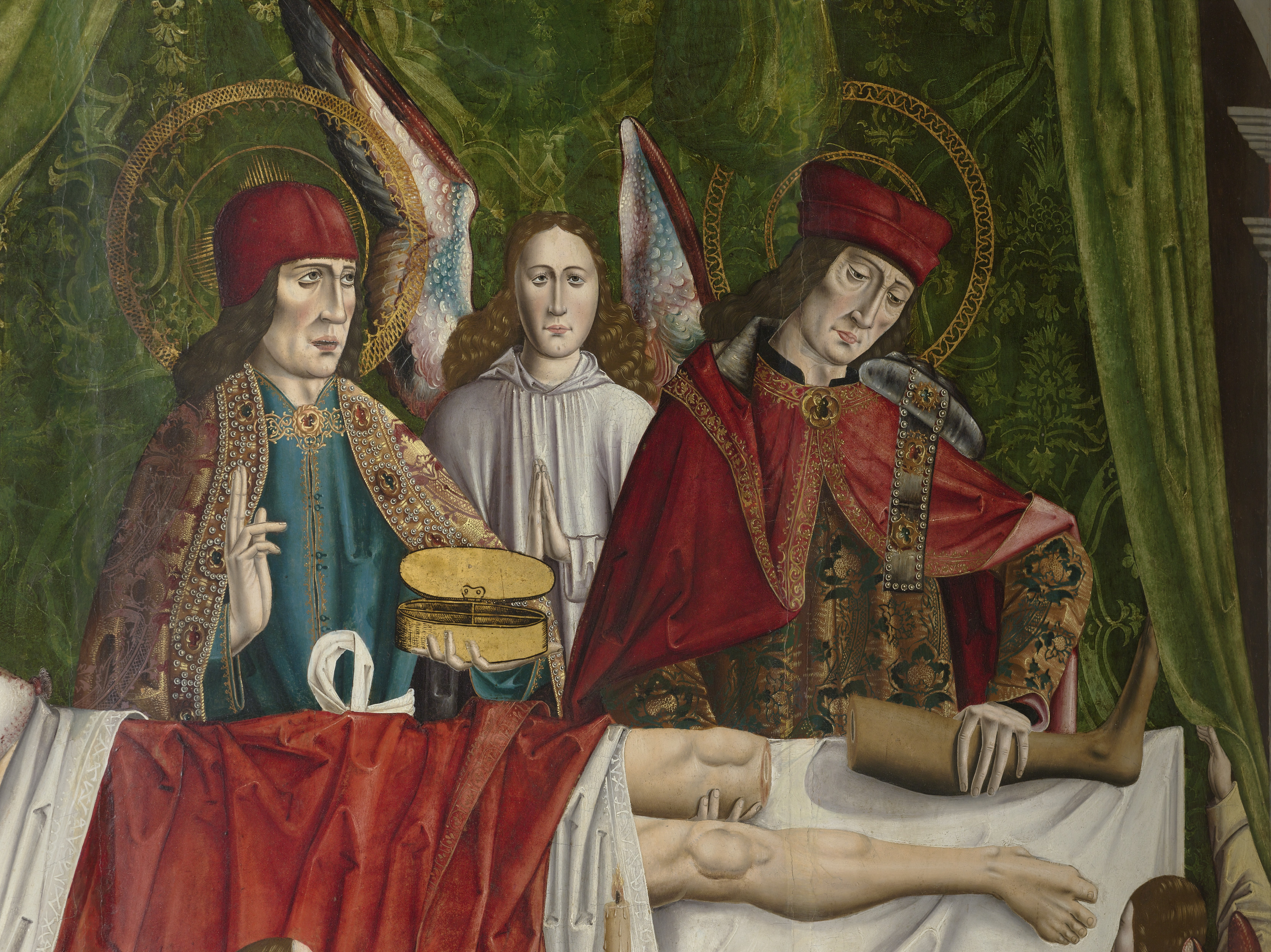
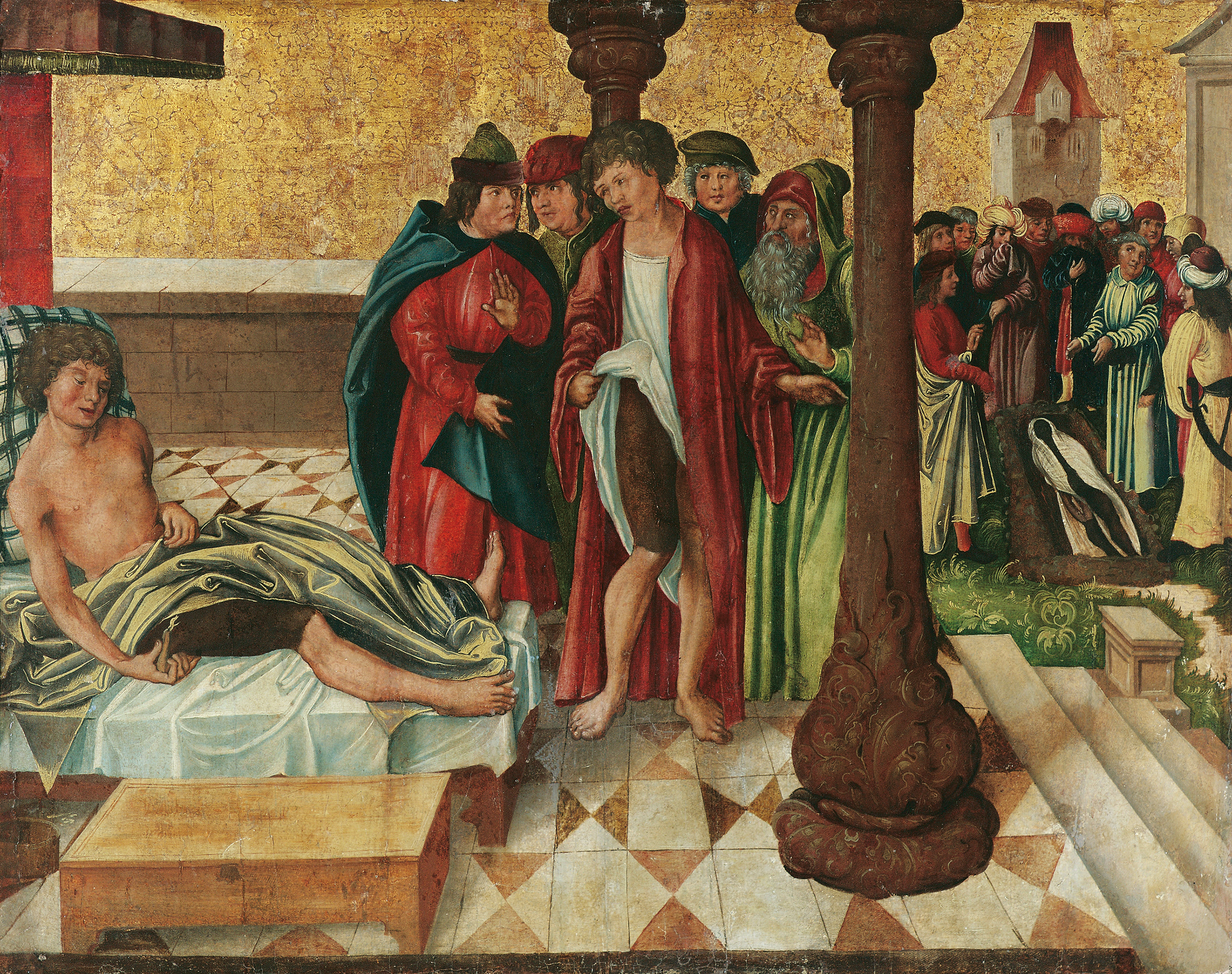

أيقونات
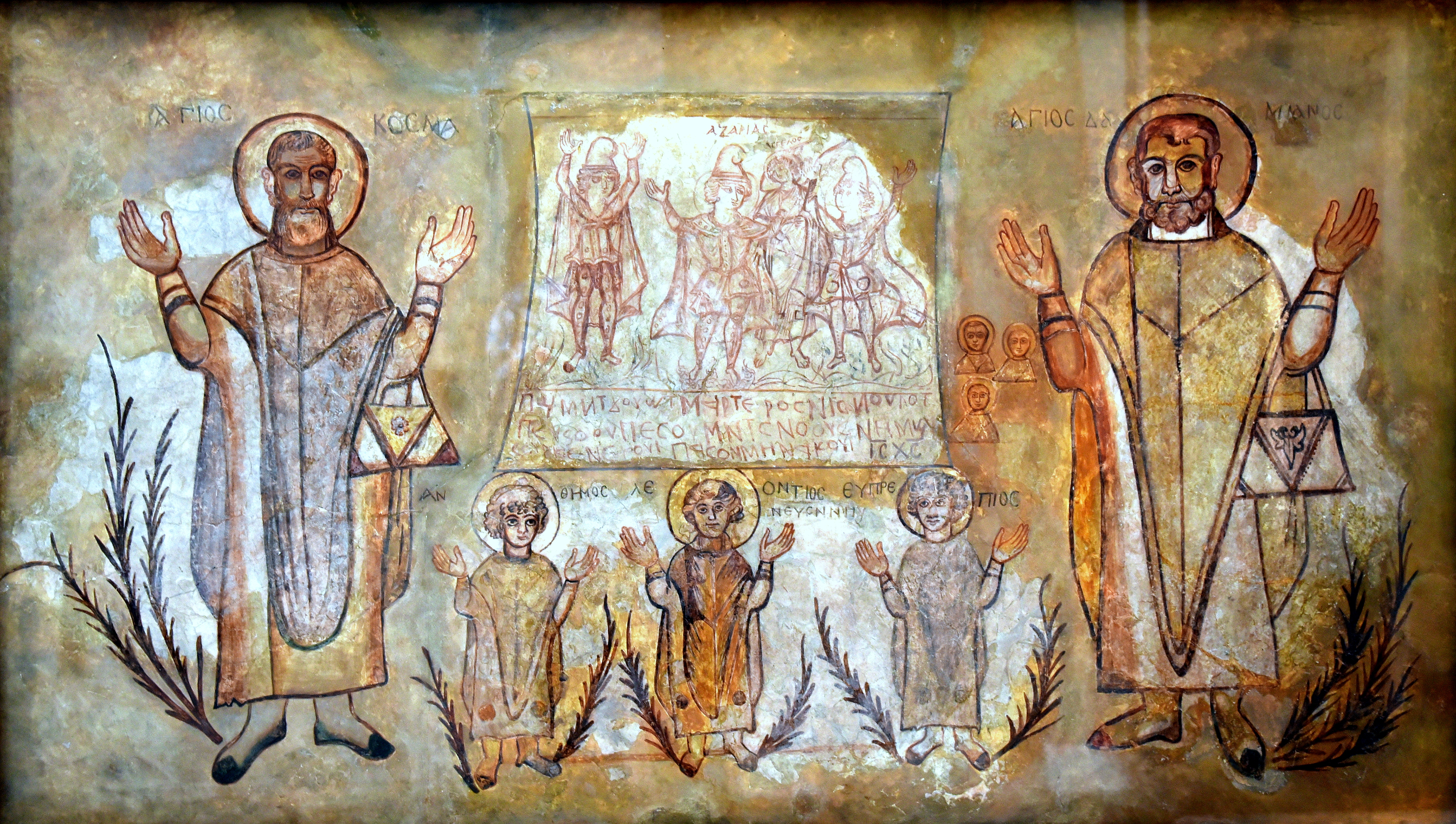
أيقونة من دير الجنادلة في مُحافظة أسيوط المصرية تعود الى القرن السادس الميلادي تُصور استشهاد قُزما ودَميان مع أخوتهم.
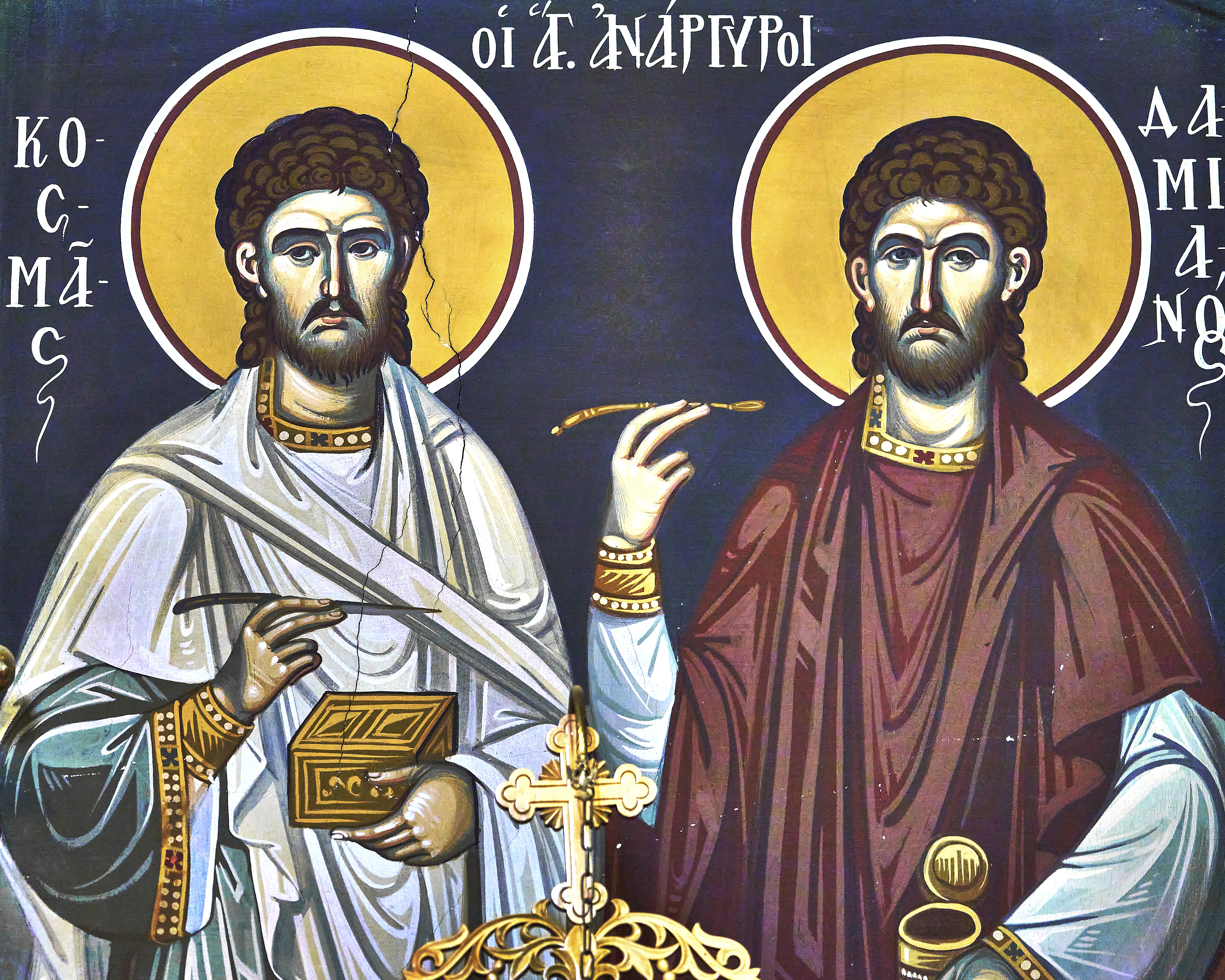
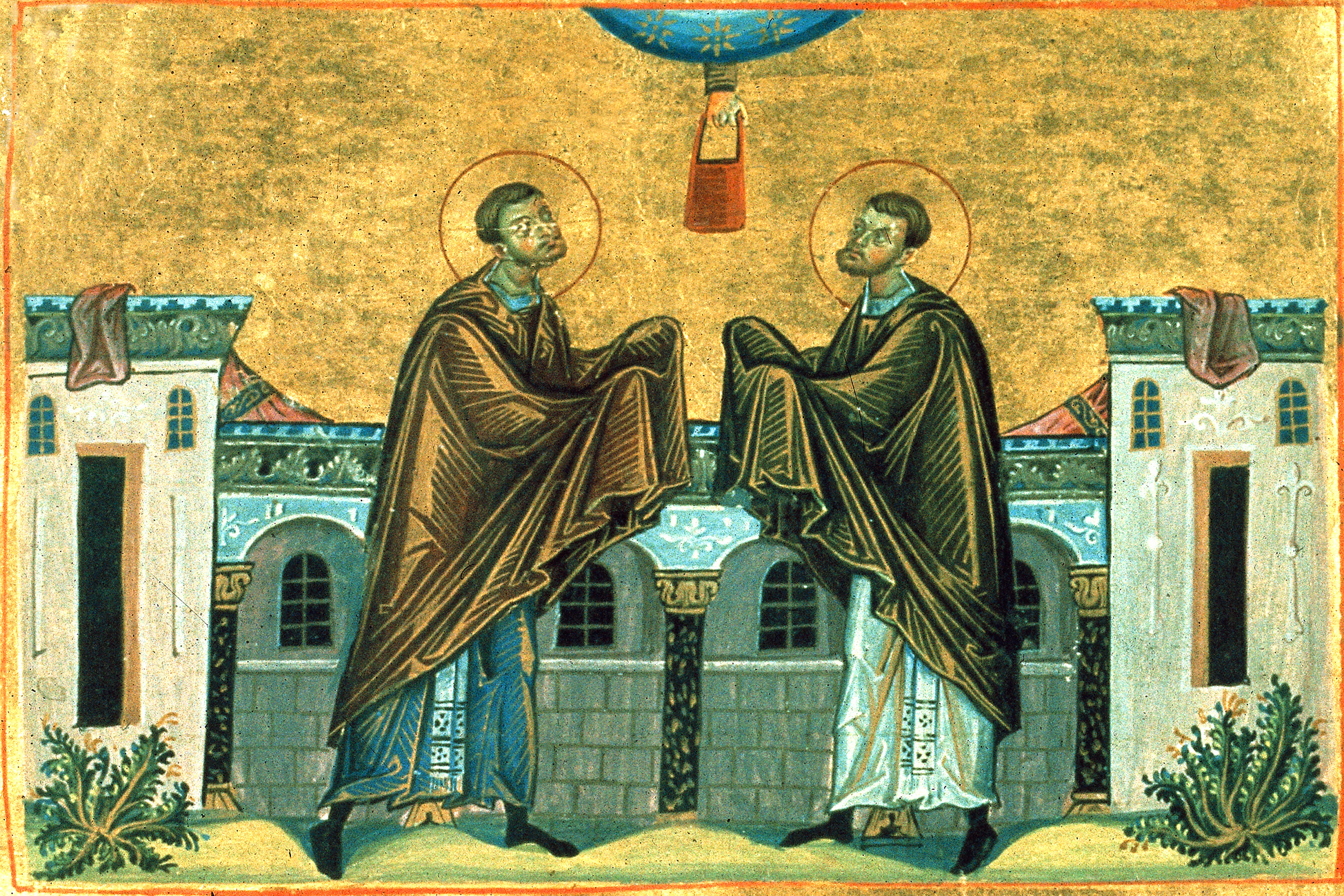
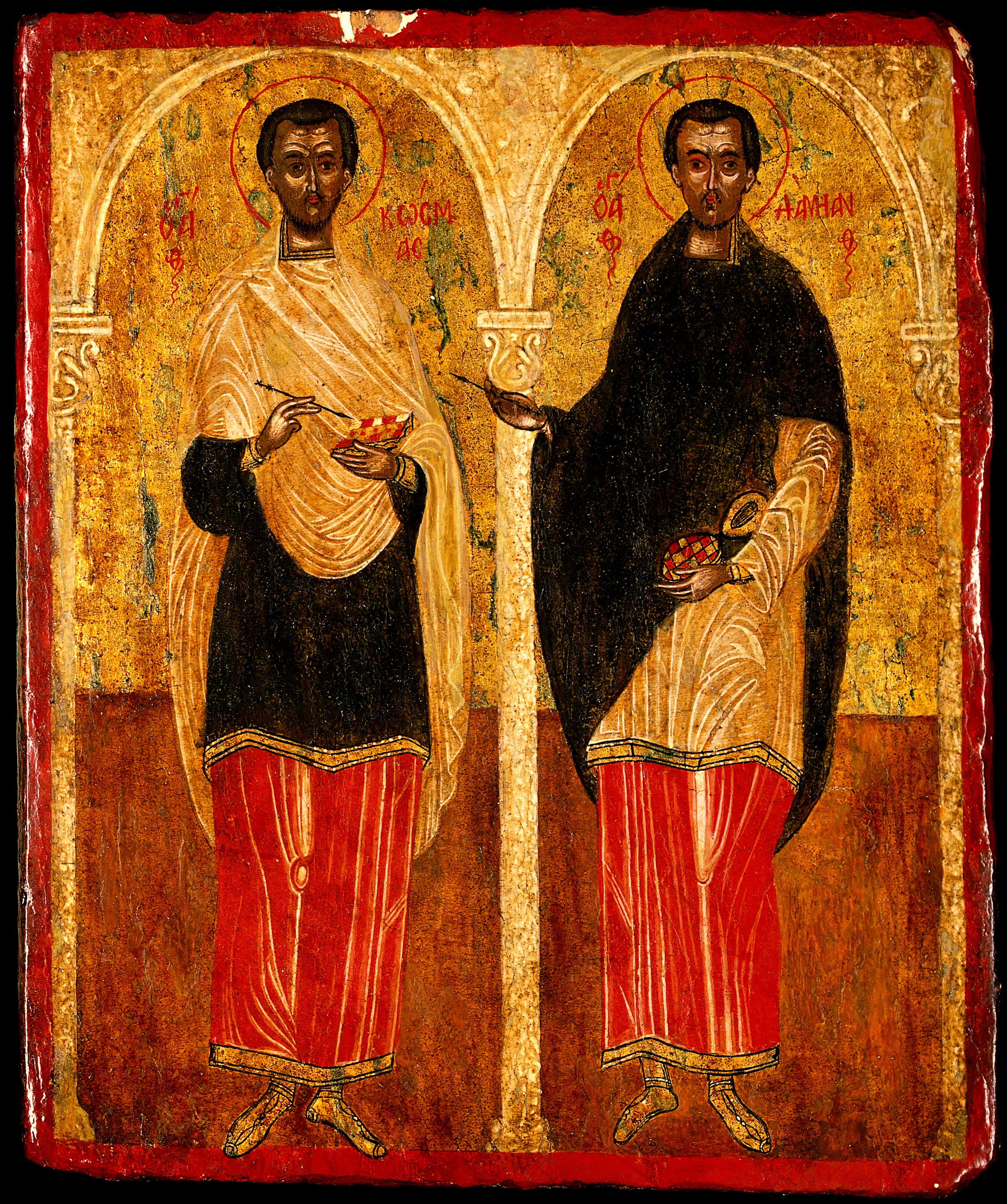
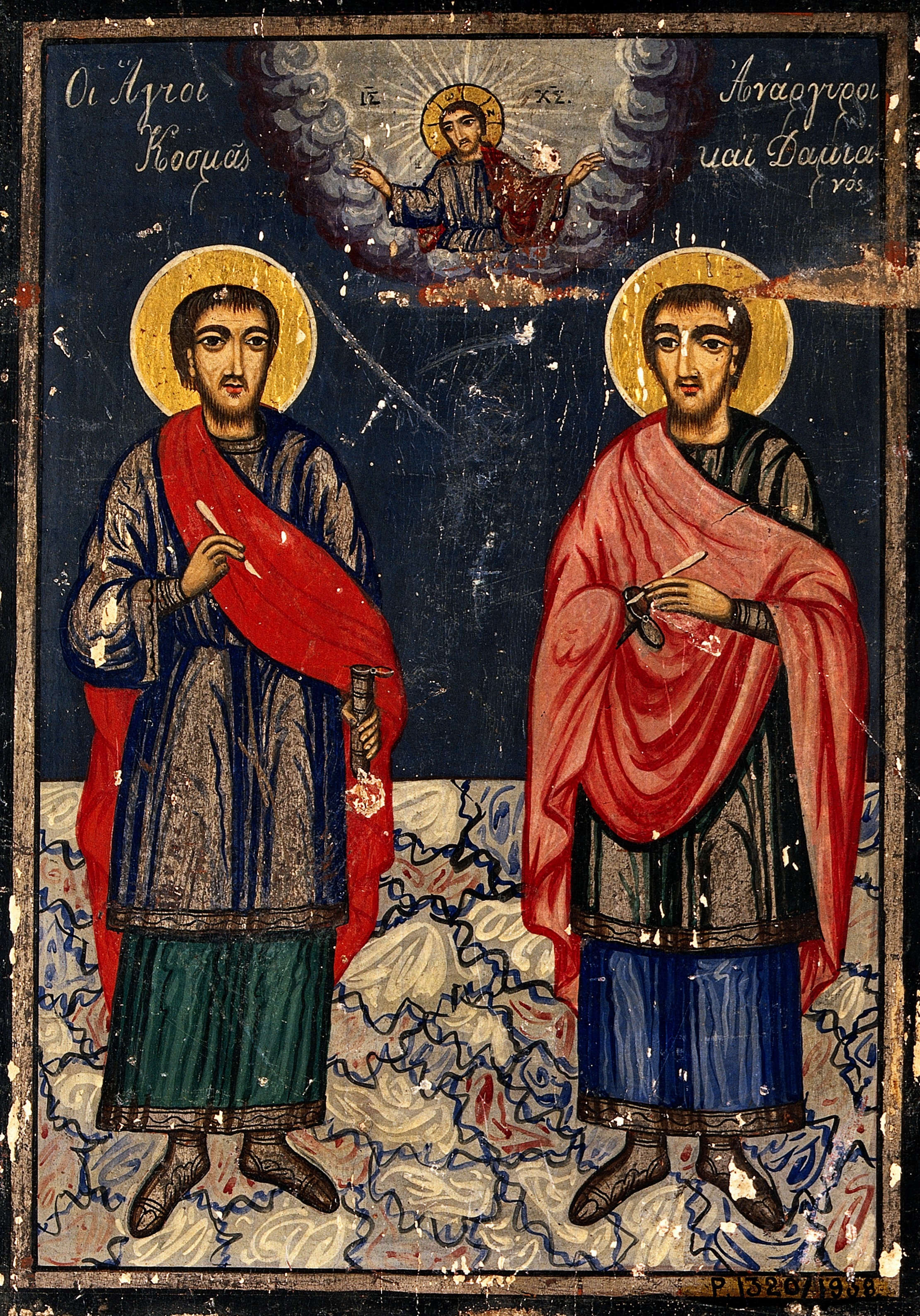
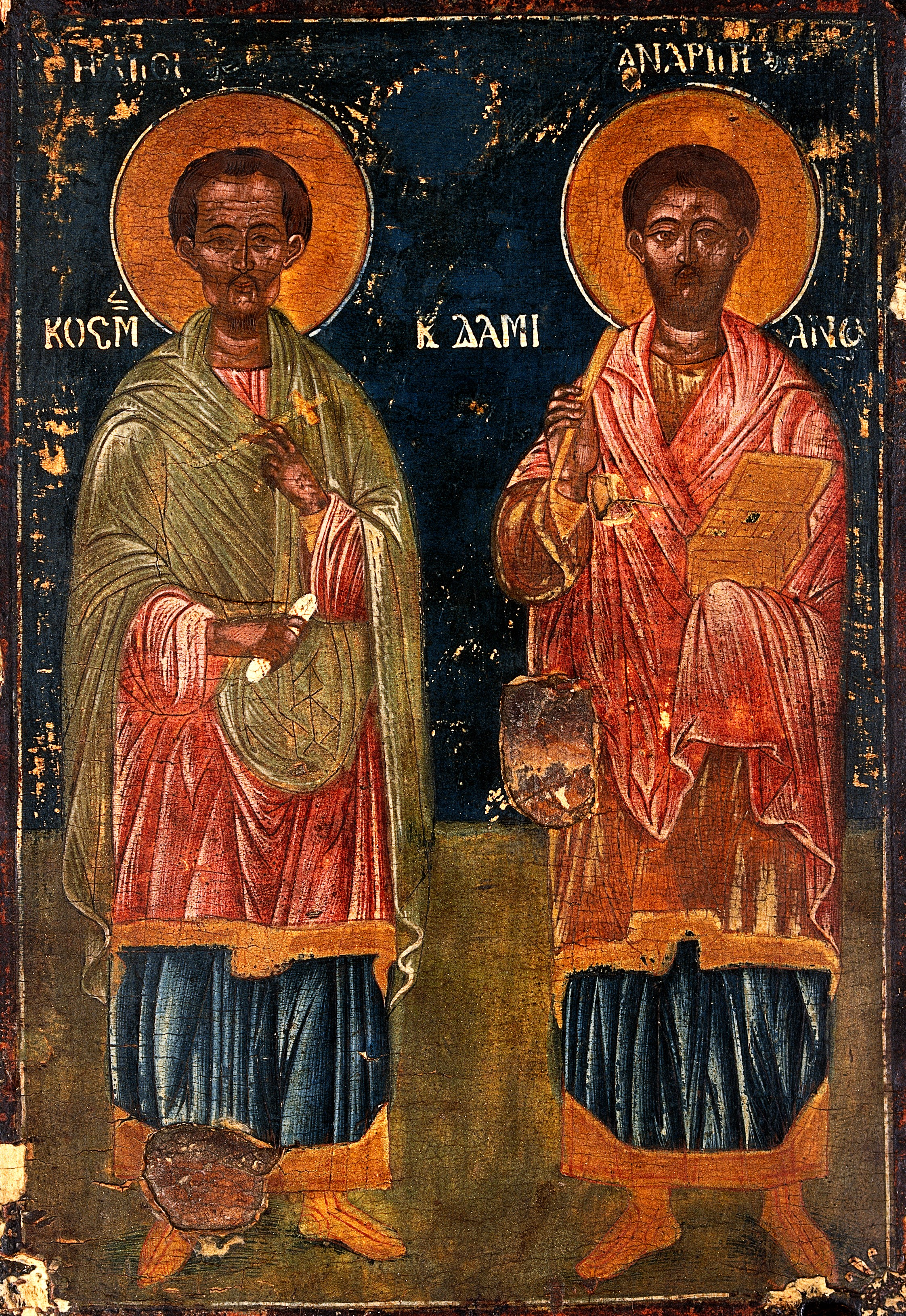
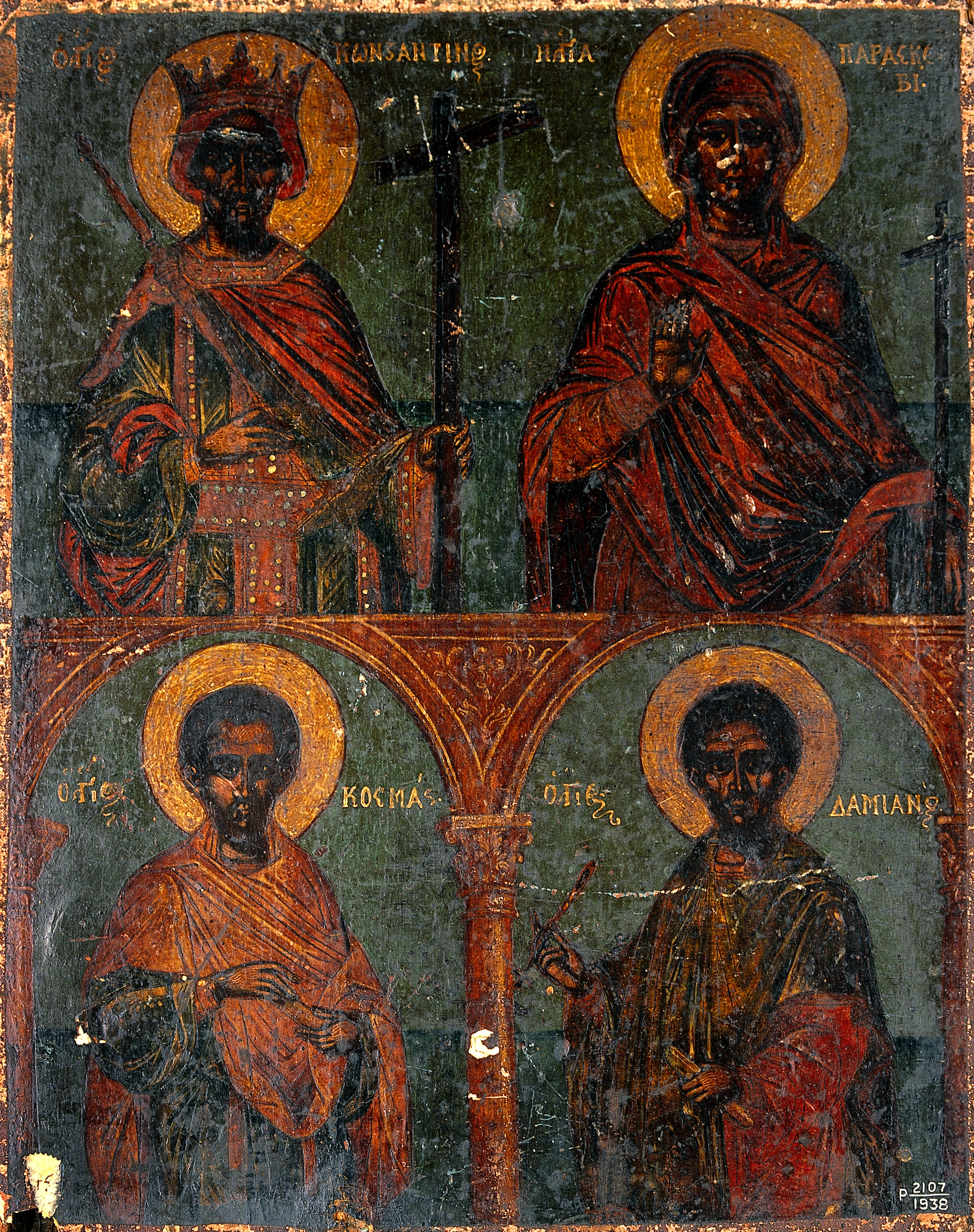
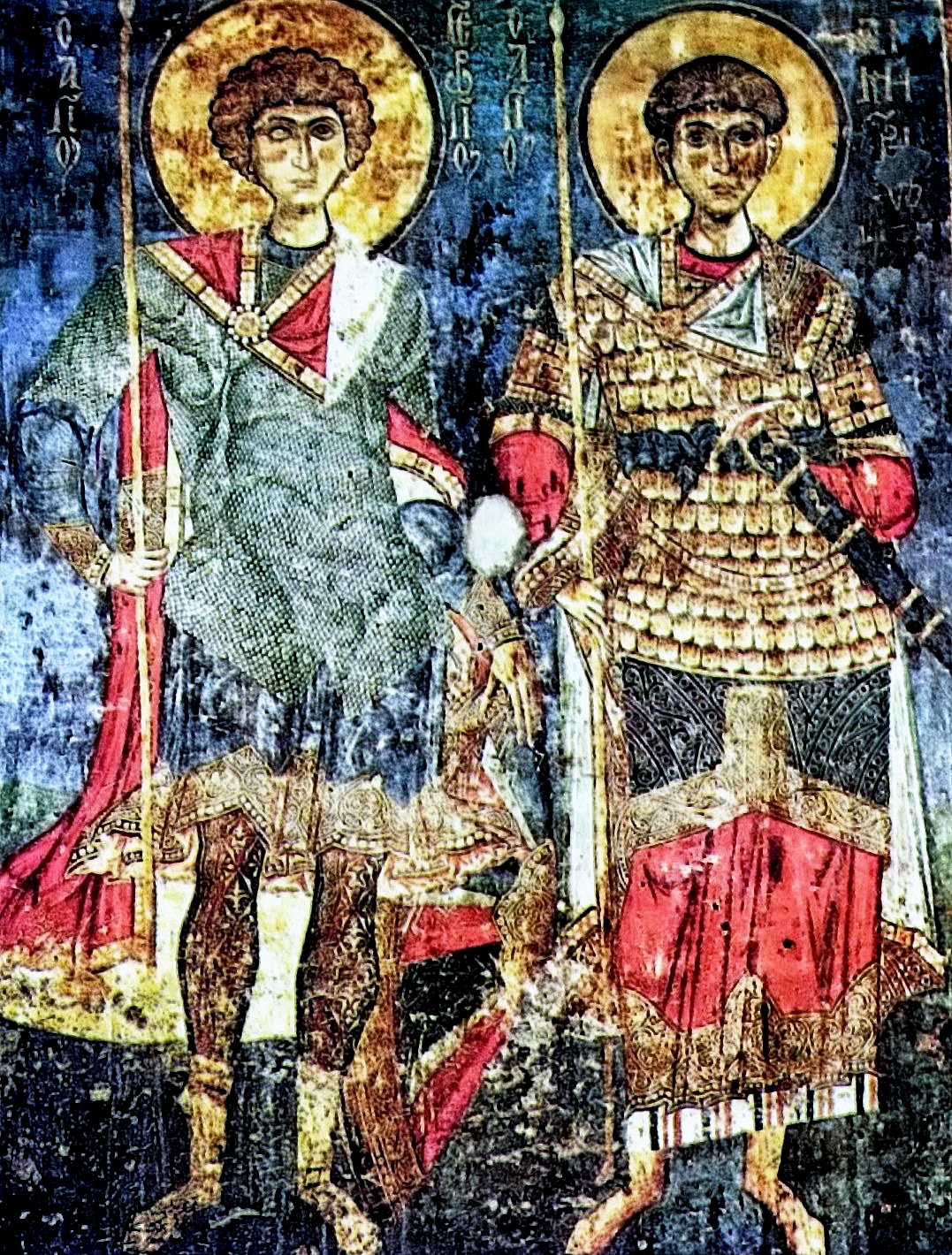
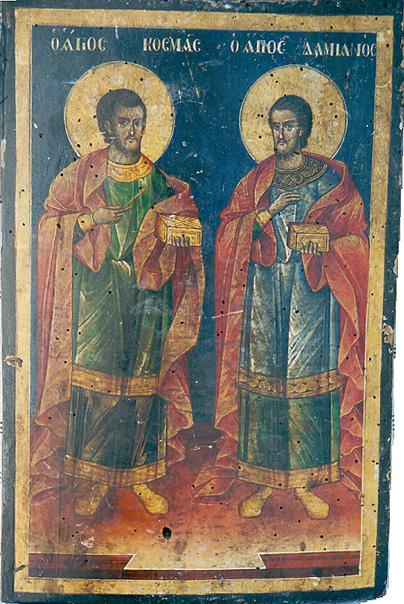
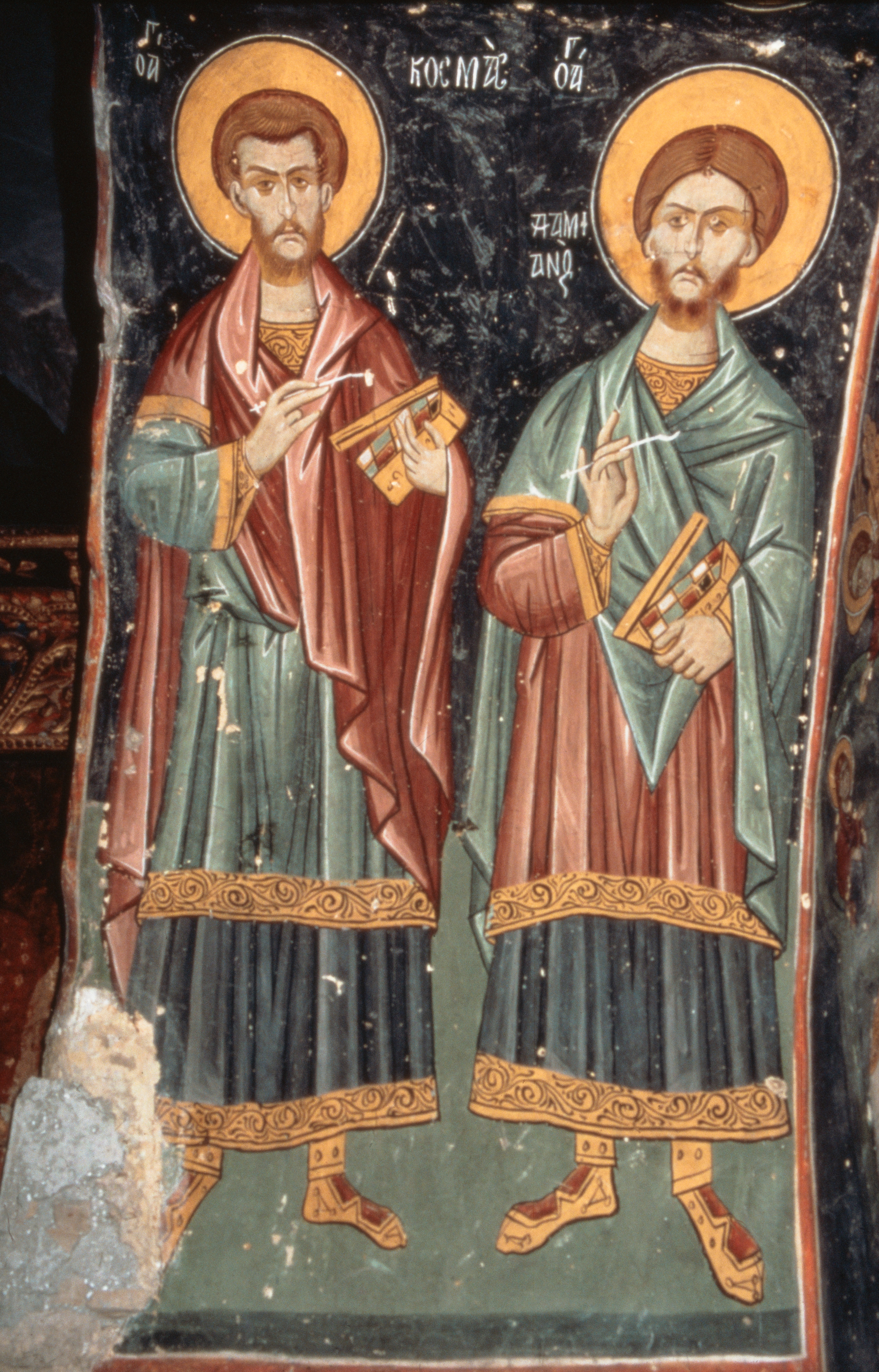
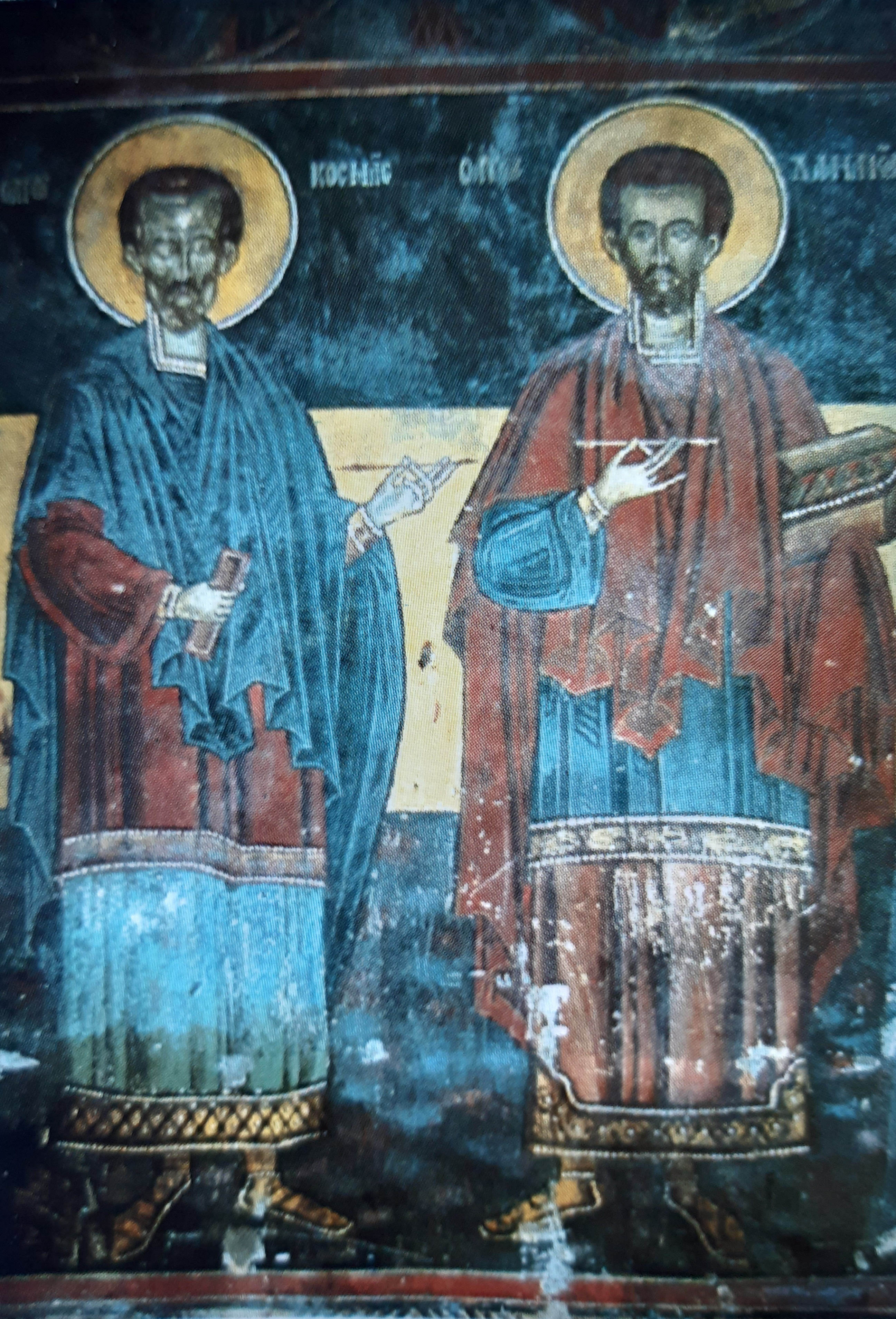
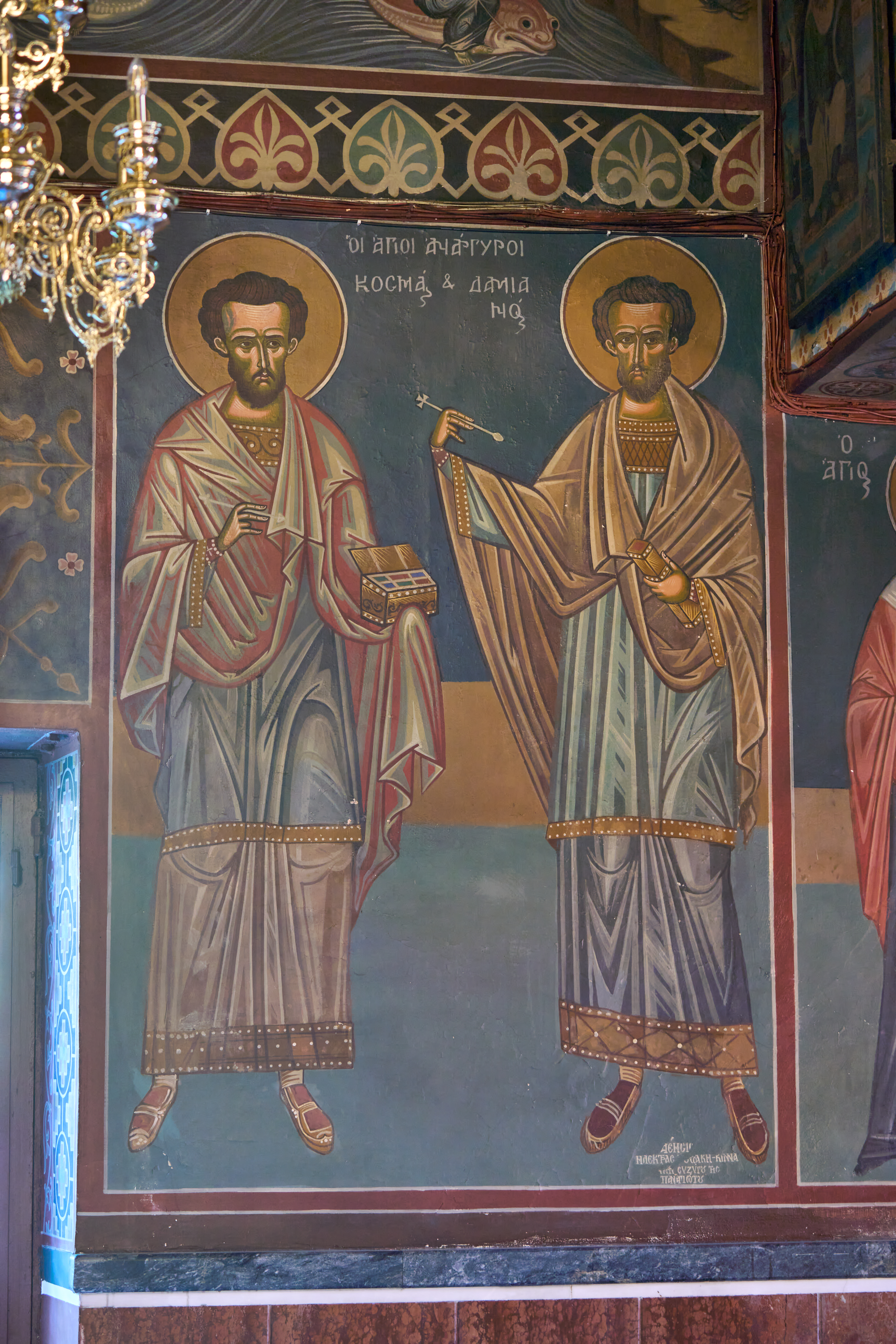
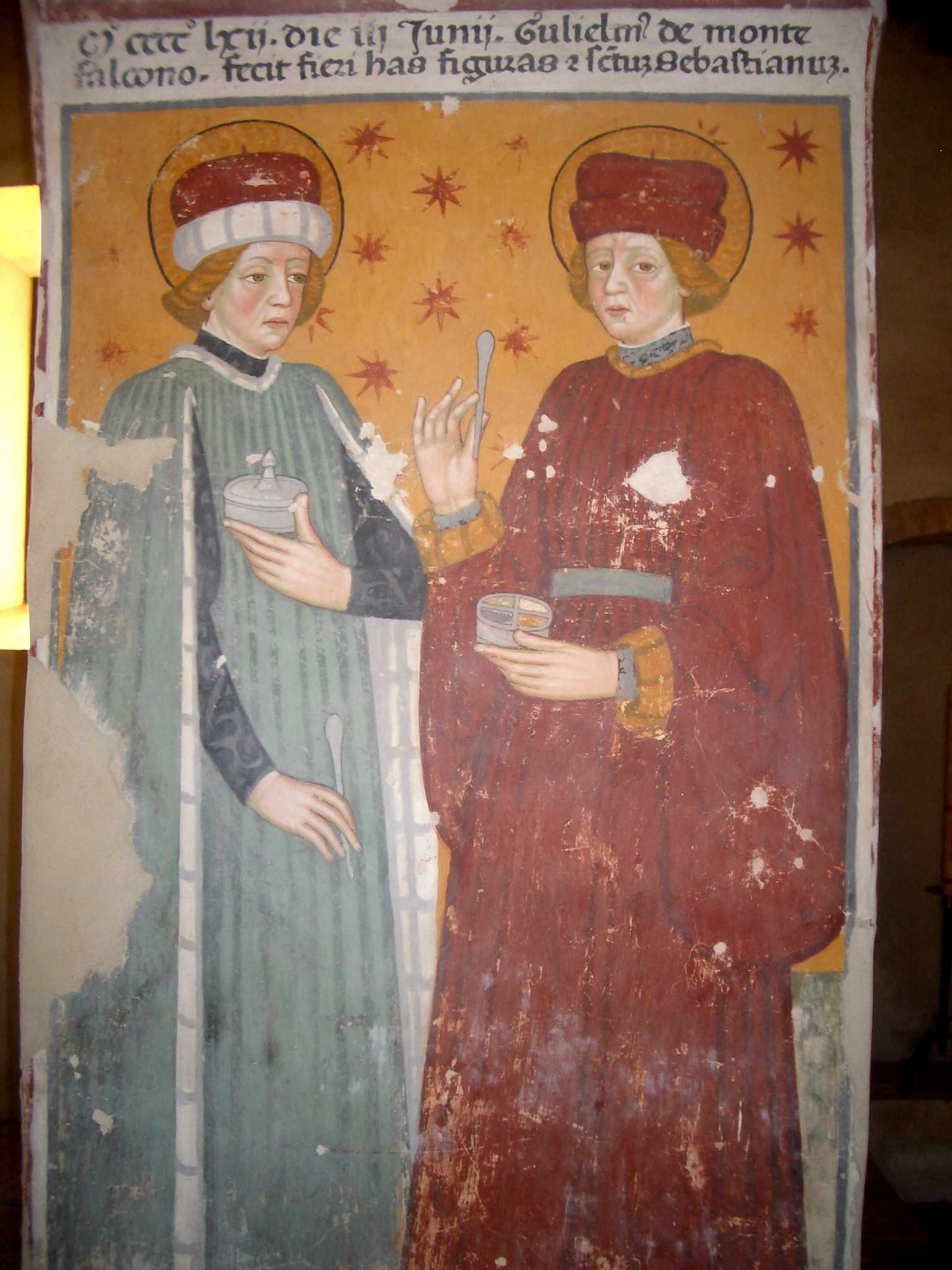
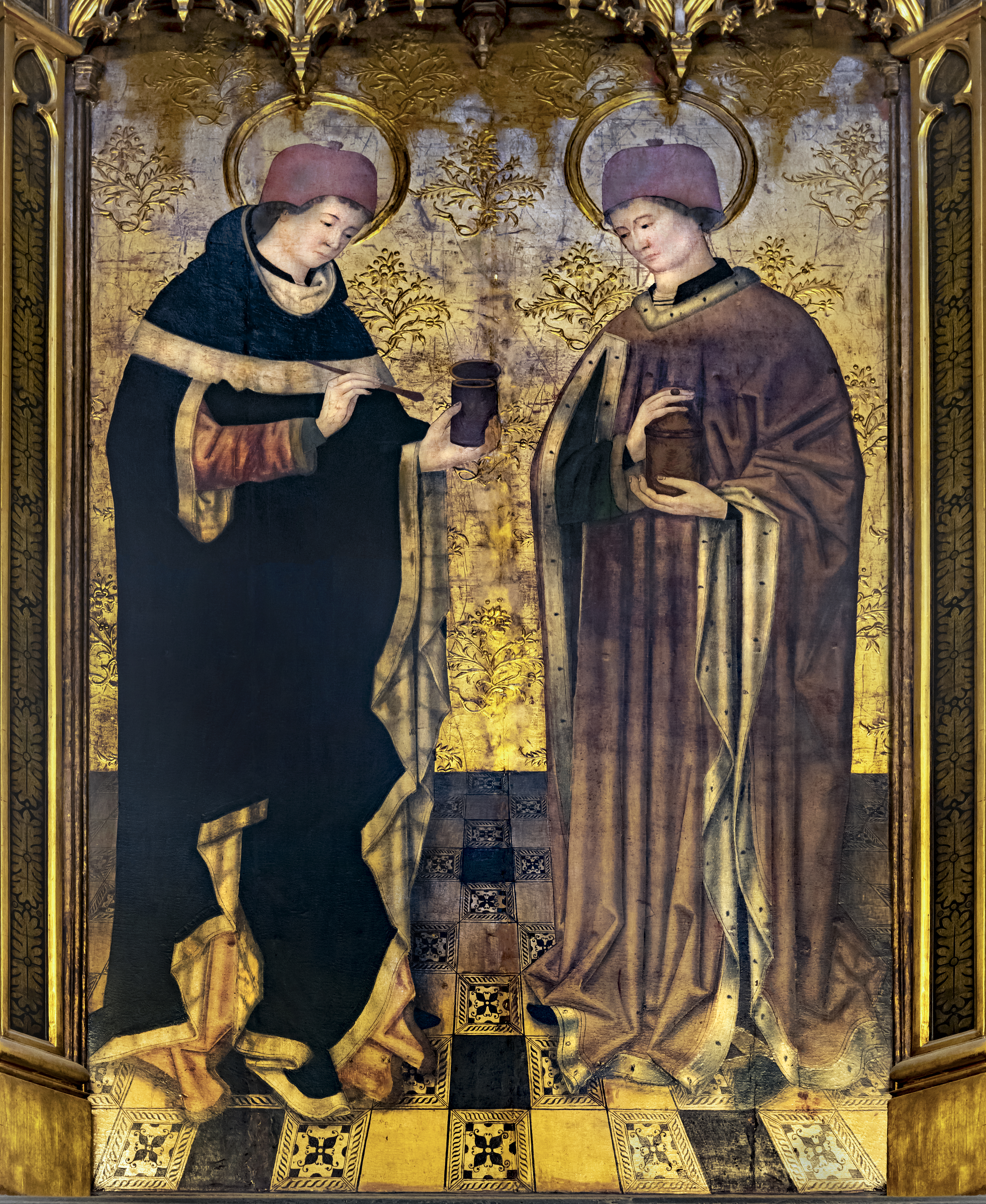
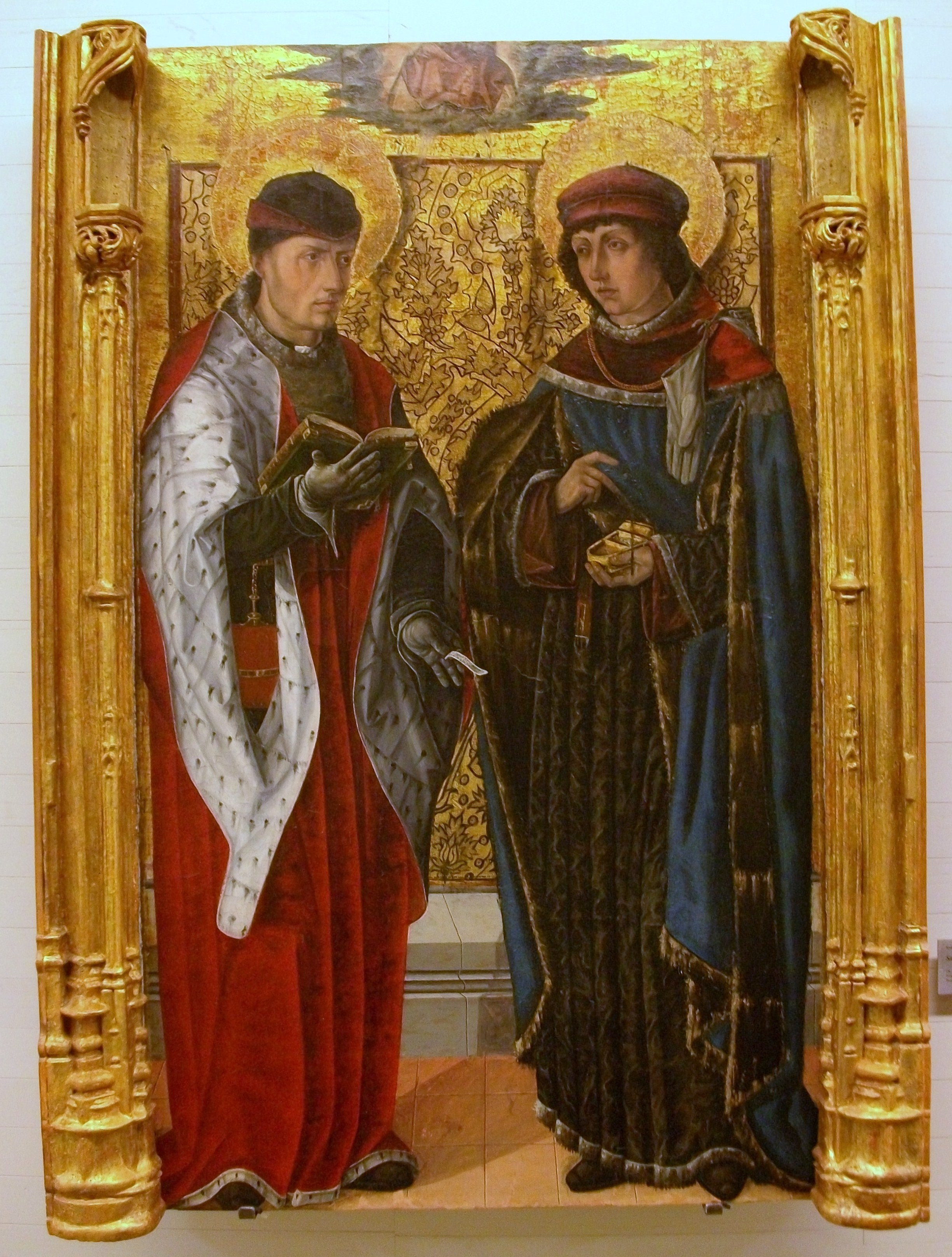
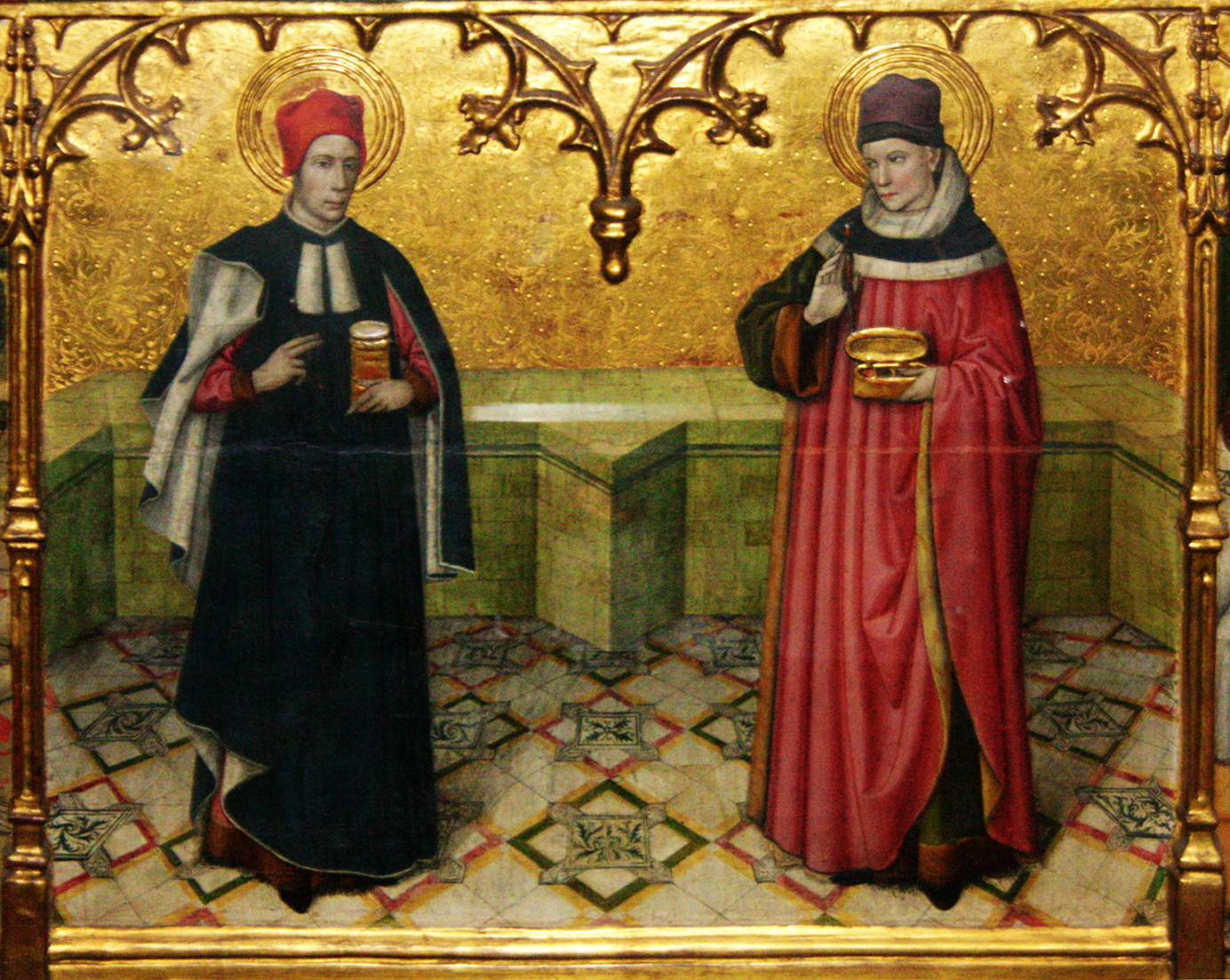

نحت
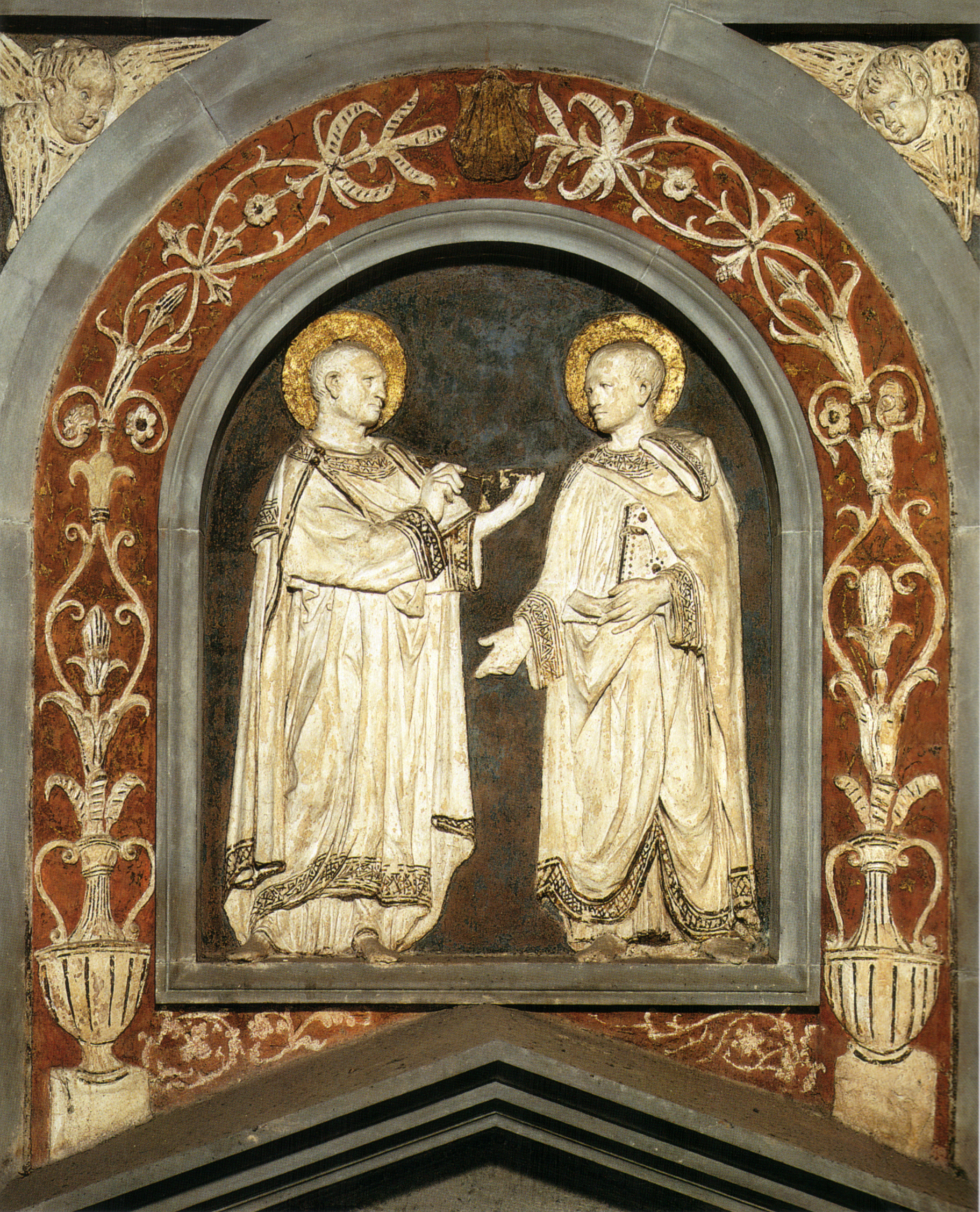
دوناتيلو، بين 1434-1443م. كنيسة القديس لورينزو .
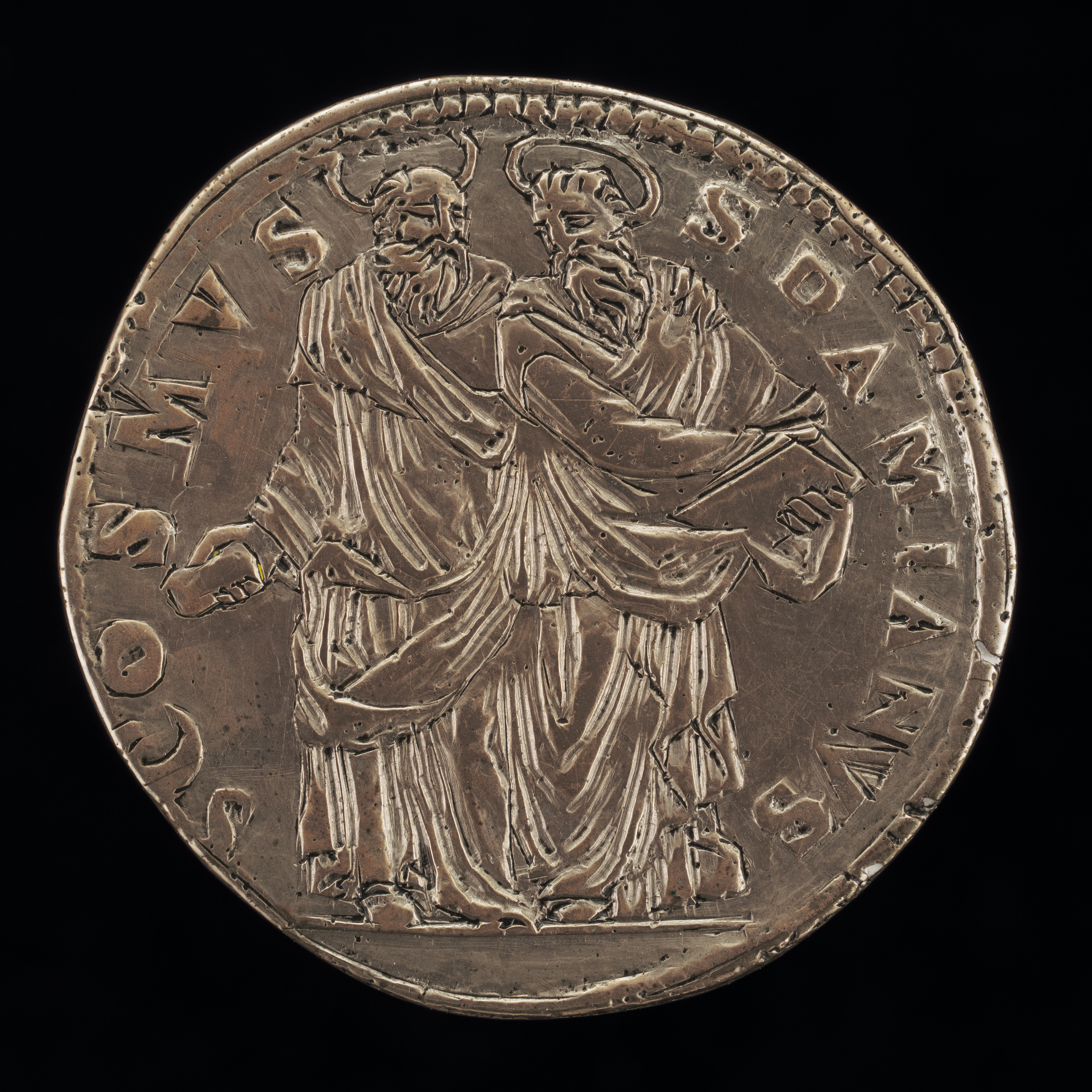
بنفينوتو تشيليني، 1500/1571م. المعرض الوطني للفنون (واشنطن)
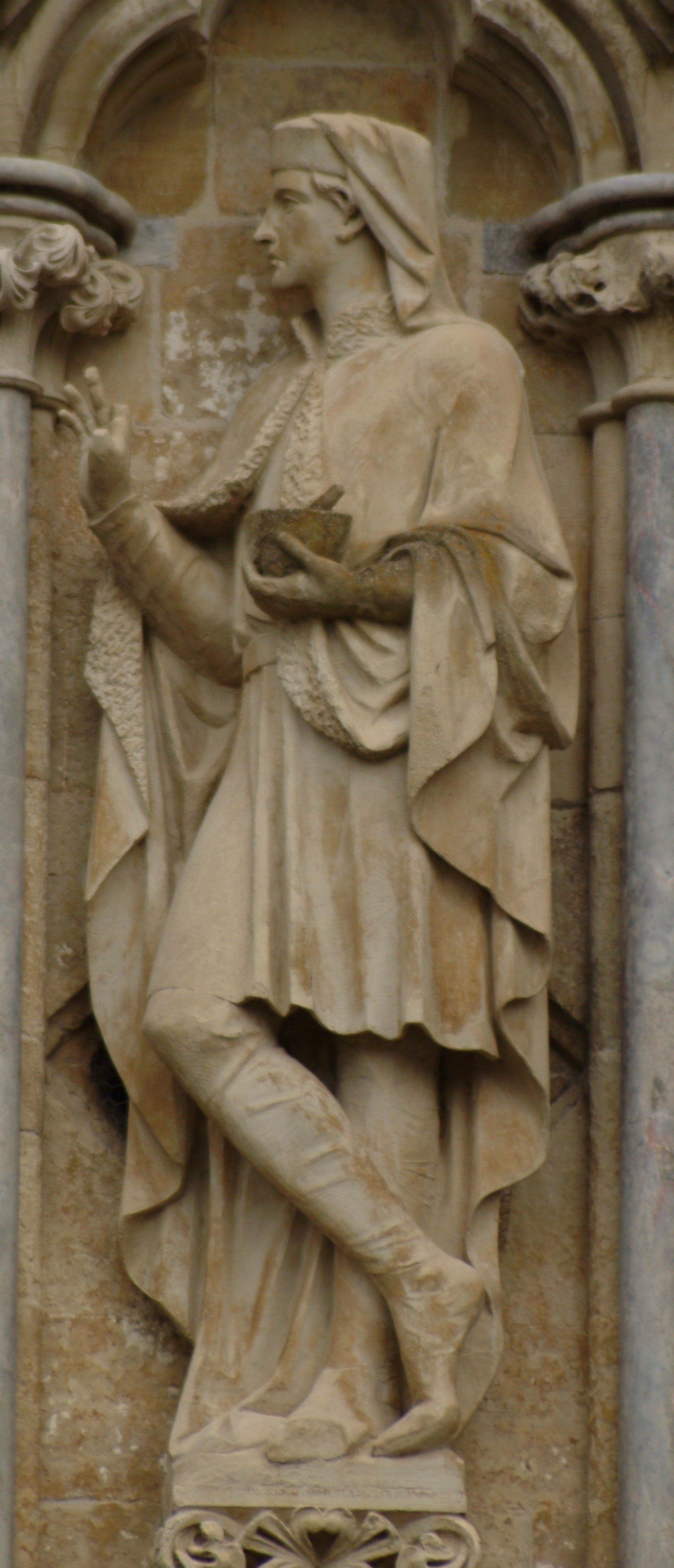
كاتدرائية
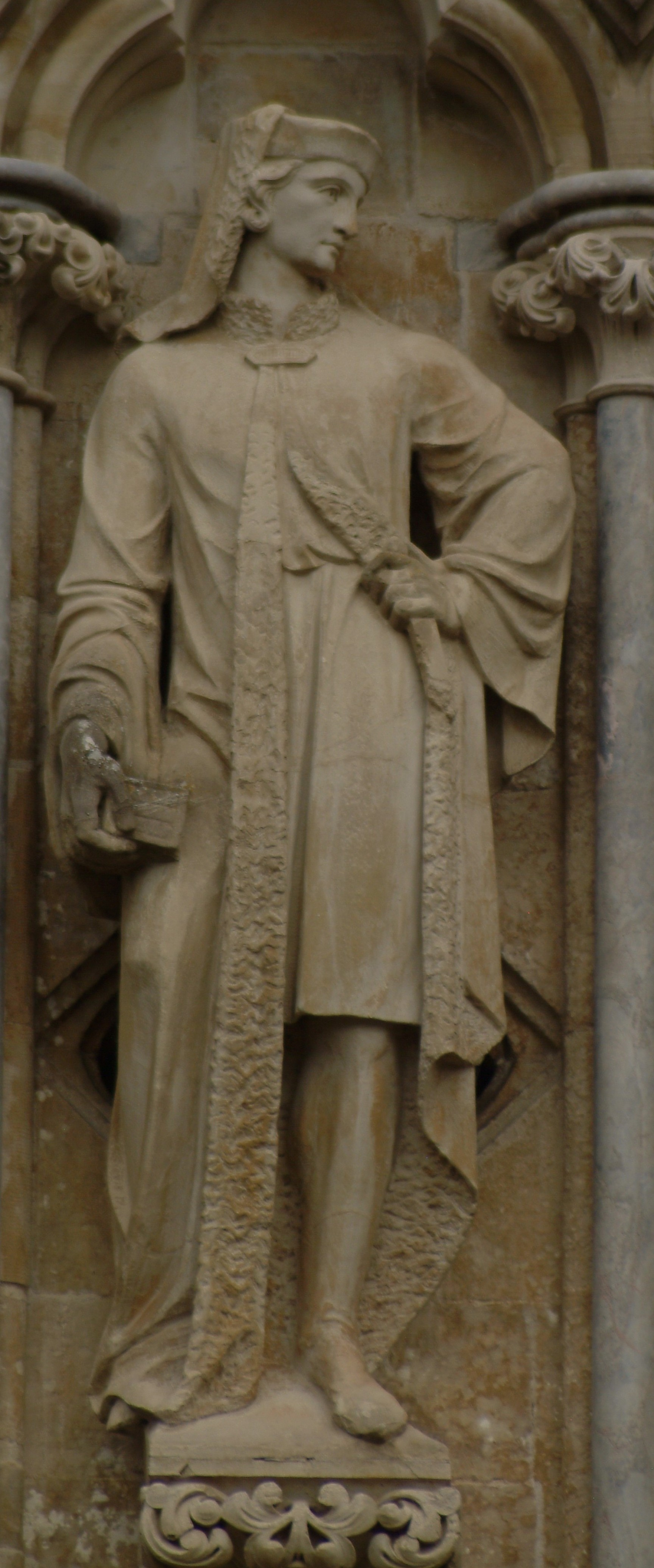
سازبور